# Hallenkirche

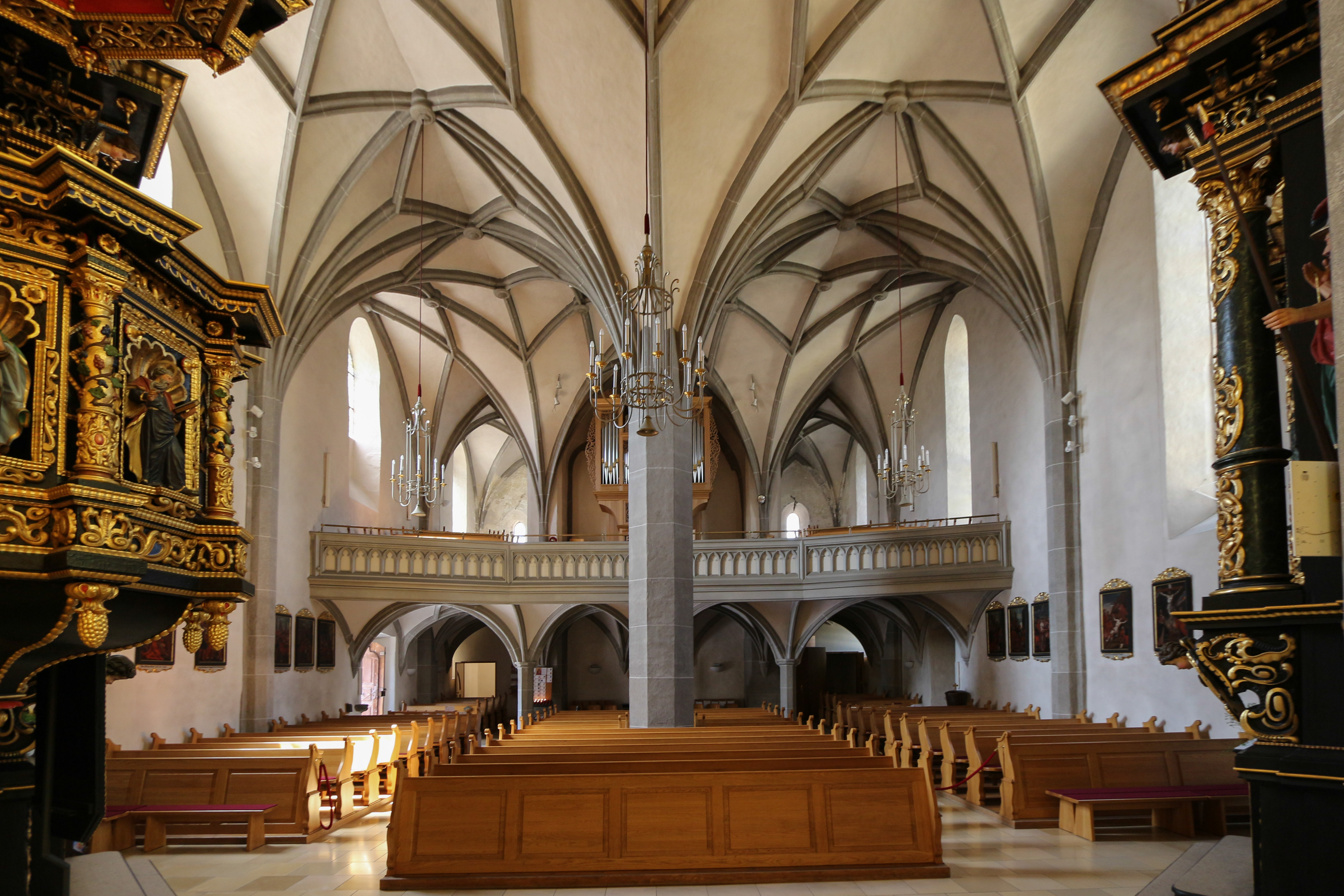
Pfarrkirche Wartberg an der Krems Zweischiffiger und zweijochiger Einsäulenraum

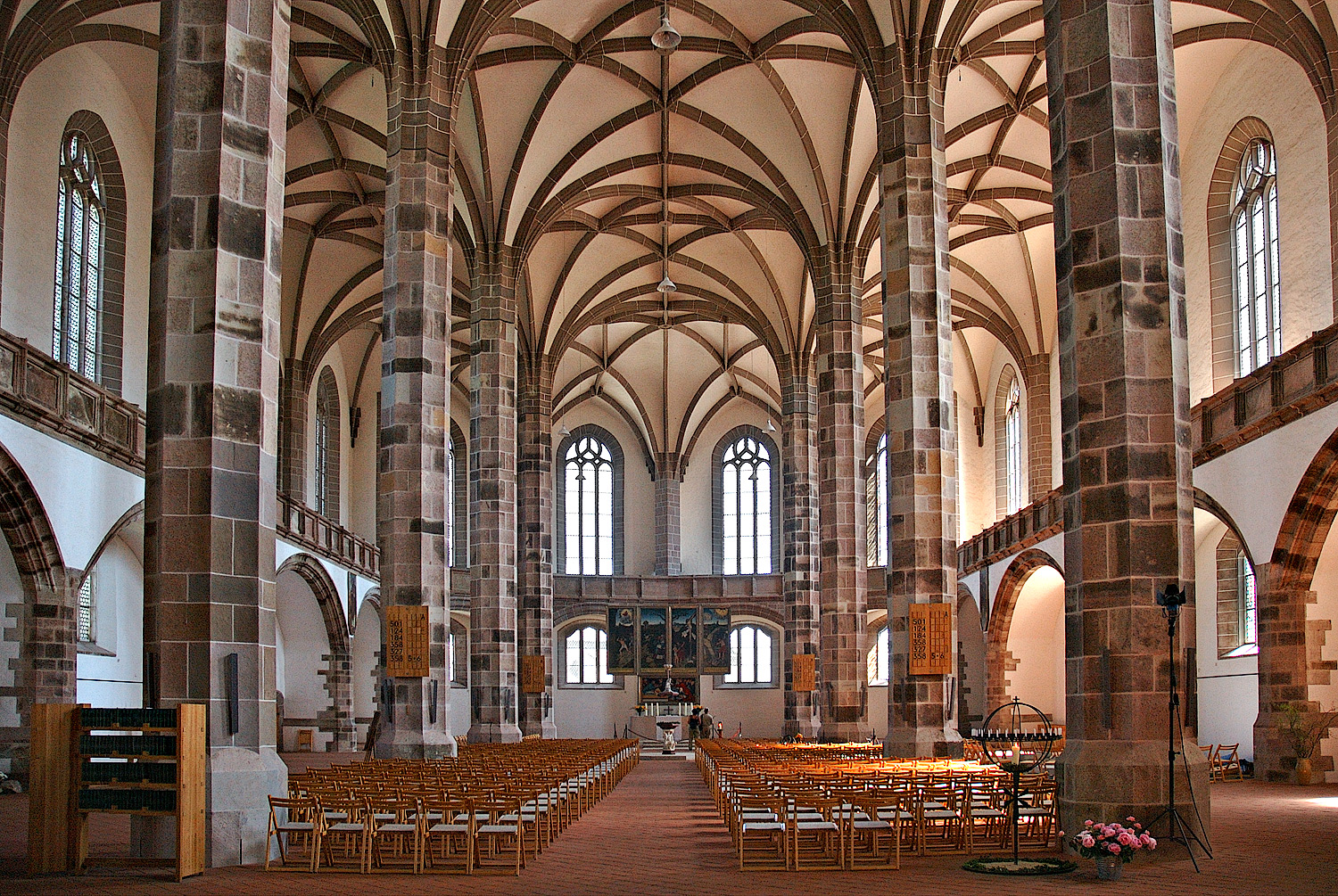
St. Wolfgang in Schneeberg im Erzgebirge

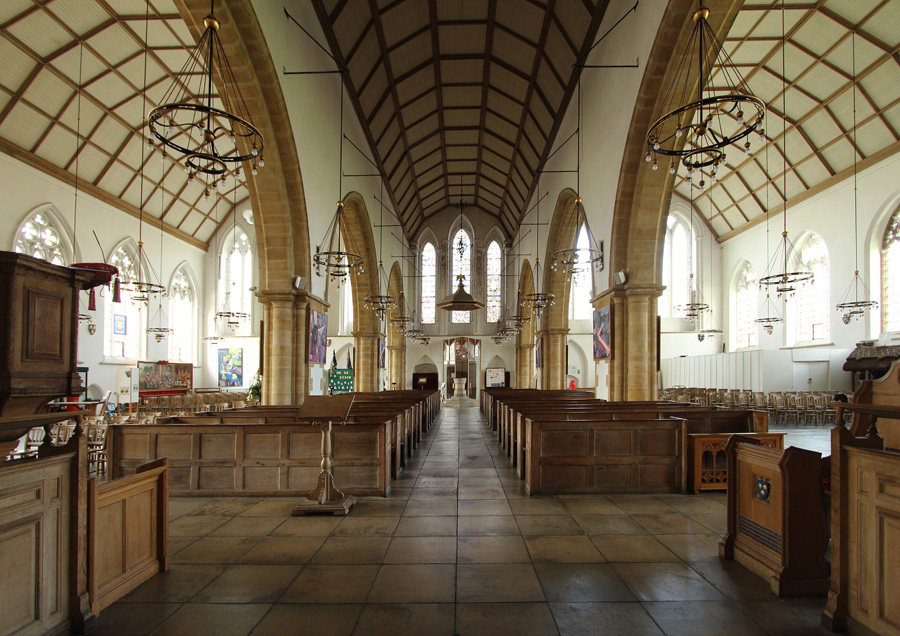
„Minster“ St Nicholas in Great Yarmouth, Norfolk, England, mit hölzernem Tonnengewölbe

Die Hallenkirche ist ein Bautyp einer Kirche, der durch die Gestalt des Langhauses gekennzeichnet ist. Dessen Schiffe sind von gleicher oder annähernd gleicher Höhe und meist unter einem gemeinsamen Dach vereinigt. Im Unterschied zur Basilika hat die Hallenkirche keinen Obergaden. Neben der Saalkirche, der Basilika, der Querkirche und dem Zentralbau bildet dieser Bautyp einen der Grundtypen des christlichen Kirchenbaus. Eine Querkirche hat den Altar in der Mitte einer Längswand, kann also entweder den Saalkirchen oder den Hallenkirchen angehören.

## Formen
Neben der am häufigsten anzutreffenden dreischiffigen Form gibt es fünfschiffige und asymmetrische Formen mit nur einem Seitenschiff. Es gibt auch symmetrische Hallenkirchen mit mittlerer Säulenreihe und zwei oder vier Schiffen.
Hallenkirchen können schlichte Holzbalkendecken oder Gewölbe besitzen. Sie sind mit oder ohne Querhaus anzutreffen und mit unterschiedlicher Ausbildung des Chors erbaut.
Als „Staffelhalle“, „Stufenhalle“ oder „gestufte Halle“ bezeichnet man einen Bau, bei dem das Mittelschiff etwas höher aufragt als die Seitenschiffe. Die Gewölbe des Hauptschiffs können zwar etwas höher ansetzen als die der Seitenschiffe, aber die Höhenbereiche überlappen einander.
Von einer „Pseudobasilika“ spricht man, wenn das Mittelschiff deutlich höher aufragt als die Seitenschiffe und eine Mittelschiffwand (Obergaden) über den Arkaden ausbildet, die jedoch – anders als bei einer echten Basilika – fensterlos bleibt. Während bei einer Basilika die Außenwände der Kirche relativ niedrig bleiben können, gehen bei Hallenkirchen die äußeren Fensterwände über die volle Höhe des Baus und erreichen bei großen Bauten beachtliche Maße.
In der Frühzeit der Entwicklung wurden Stufenhallen mit Tonnengewölben errichtet. Dabei liegt die Basis der Längstonne des Mittelschiffs über den Scheiteln der Arkadenbögen, aber es gibt keine Obergaden. Die Seitenschiffe können dabei Quertonnen haben, oder Kreuzgratgewölbe, manchmal auch Halbtonnen, die sich an das Mittelschiffsgewölbe anlehnen und so dessen Seitenschub aufnehmen.
In der Spätzeit, nämlich ab der Renaissance, wurden auch Stufenhallen mit Mitteltonne und dem Querschnitt eines Palladiofensters gebaut, mit flach gedeckten Seitenschiffen und einer Längstonne über dem Mittelschiff. Auch hier gibt es keinen Obergaden, aber die Decke des Mittelschiffs liegt vollständig über Anschlüssen und Decken der Seitenschiffe.
Außer Kirchenräumen, bei denen der gesamte mehrschiffige Bereich aus gleich hohen Schiffen besteht, gibt es auch Kirchen, bei denen das Langhaus den Querschnitt einer Hallenkirche hat, der Chor aber den einer Basilika. Umgekehrt gibt es auch Kirchen mit basilikalem Langhaus, aber mit einem Hallenchor.
Auch bei Kirchen mit Vierungskuppel kann das Langhaus eine Halle mit gleich hohen Schiffen sein.

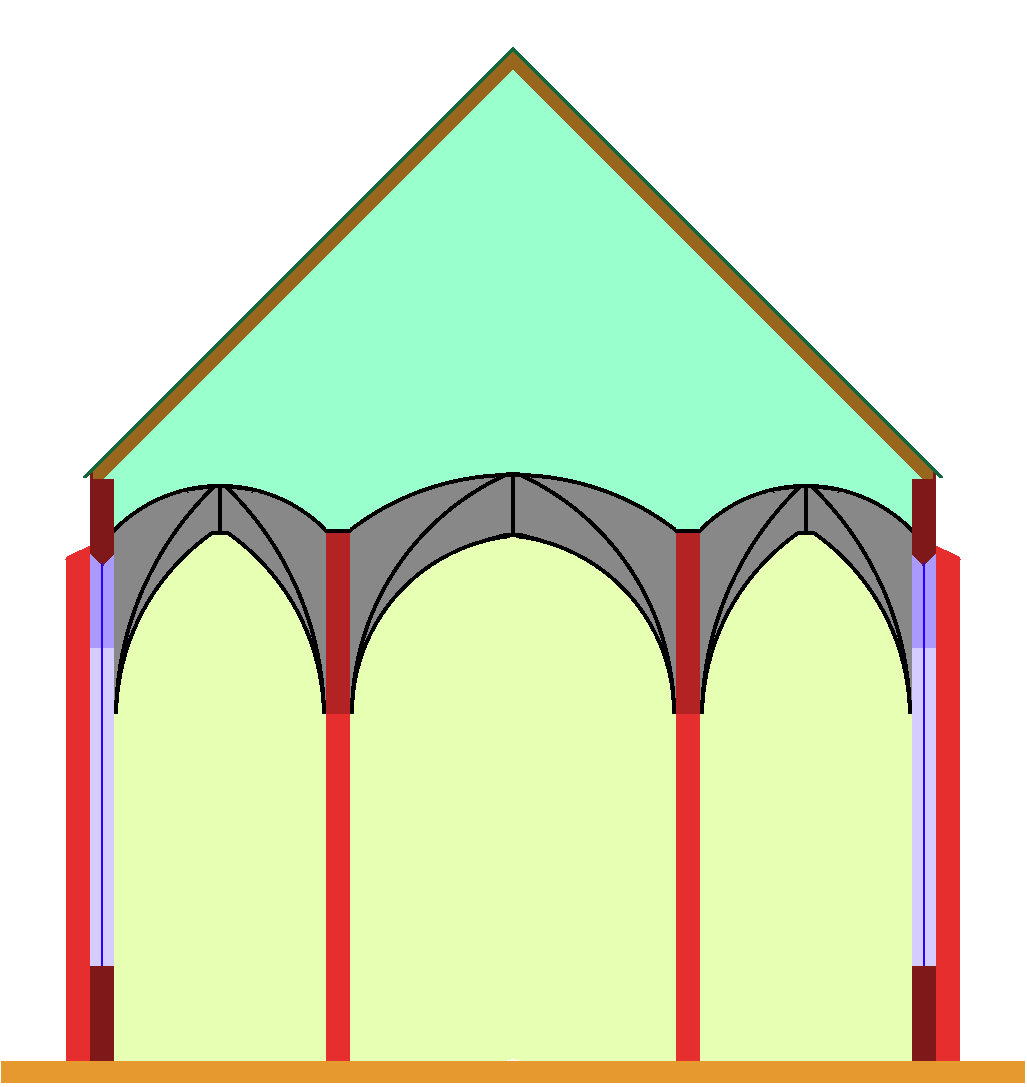
Hallenkirche
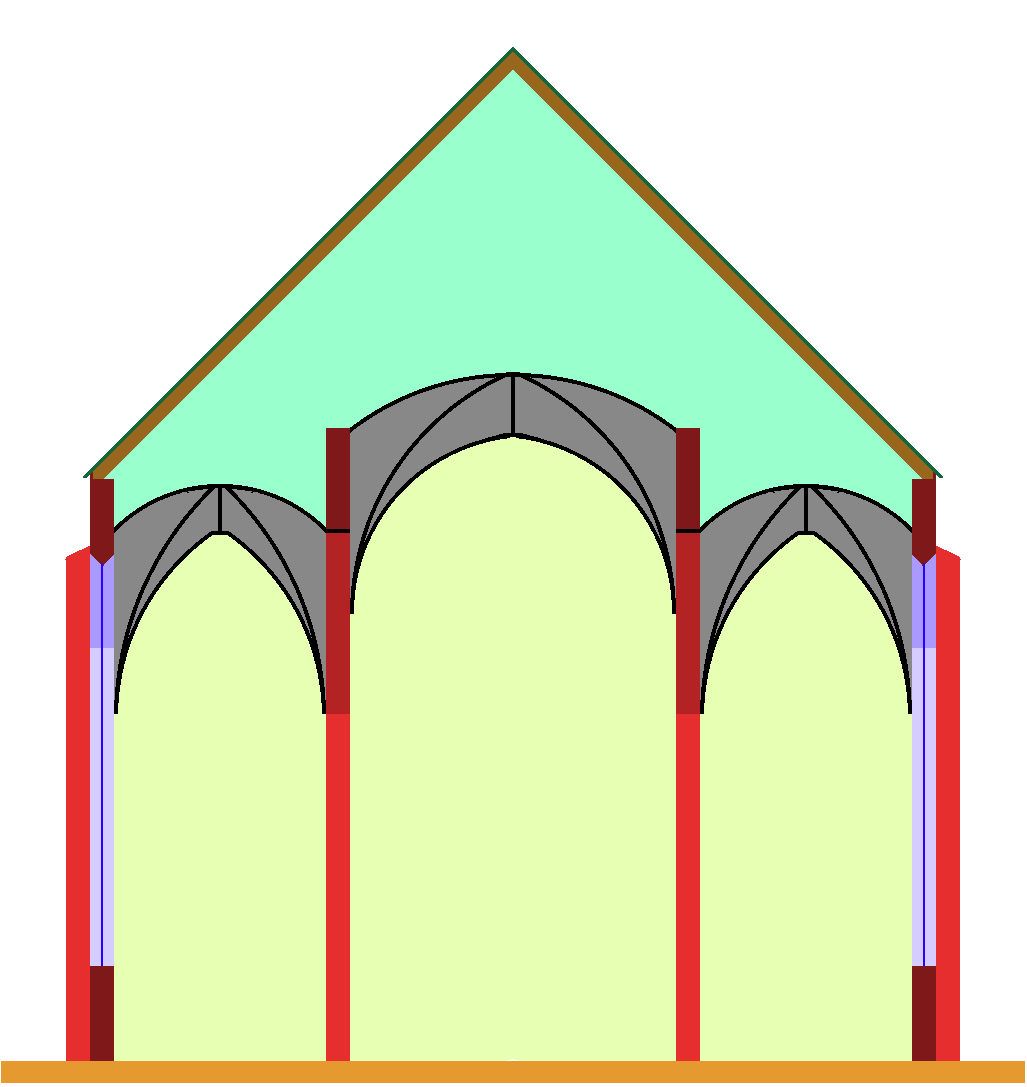
Staffel- = Stufenhalle
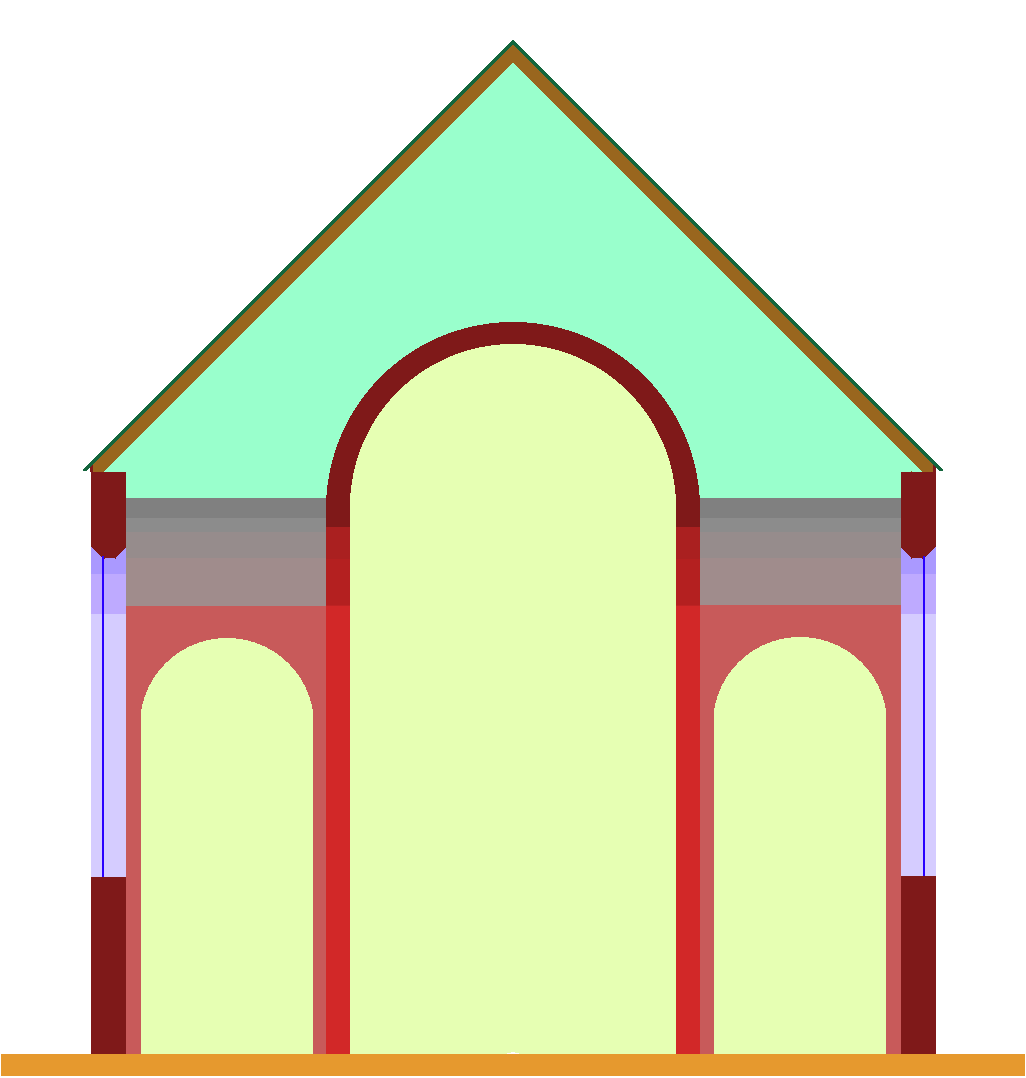
Pseudobasilika mit Längstonne über Quertonnen
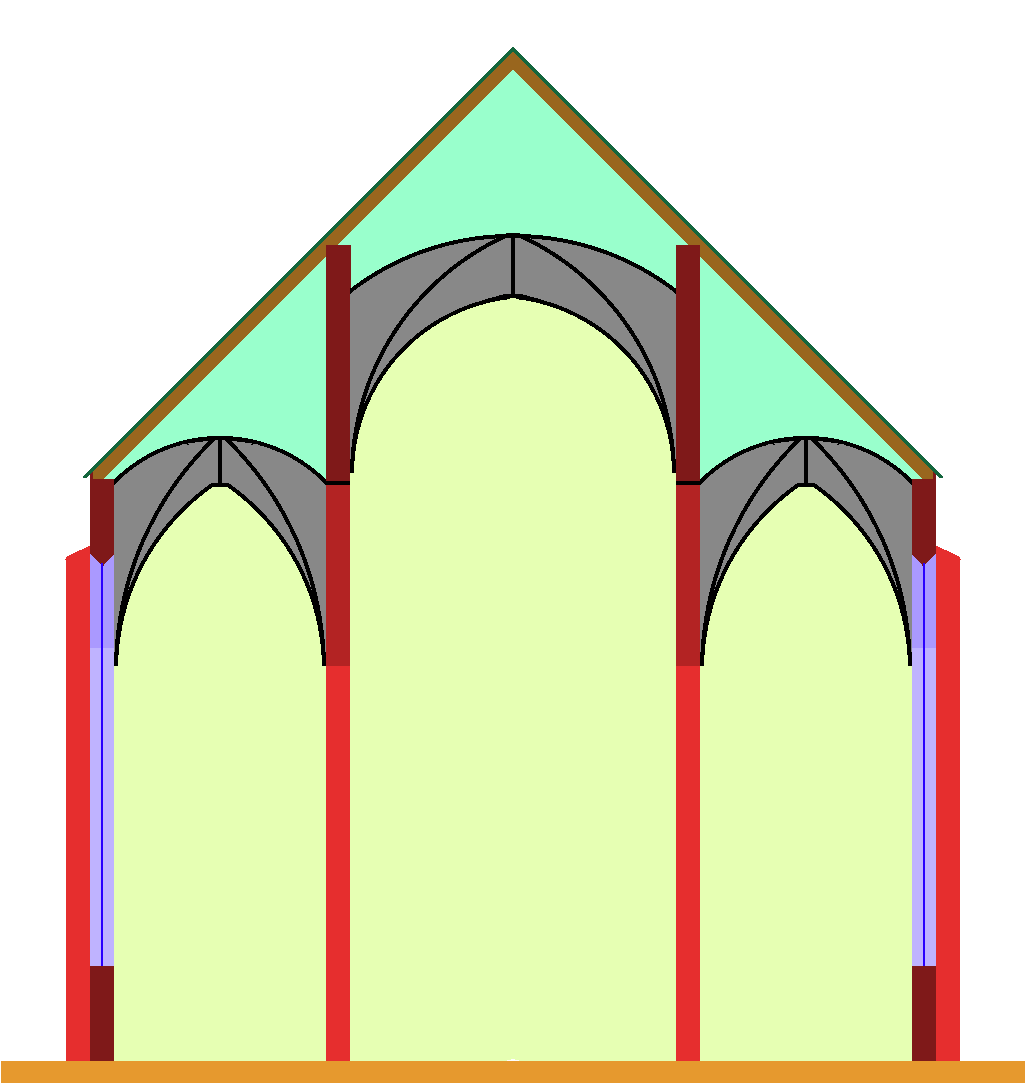
Pseudobasilika
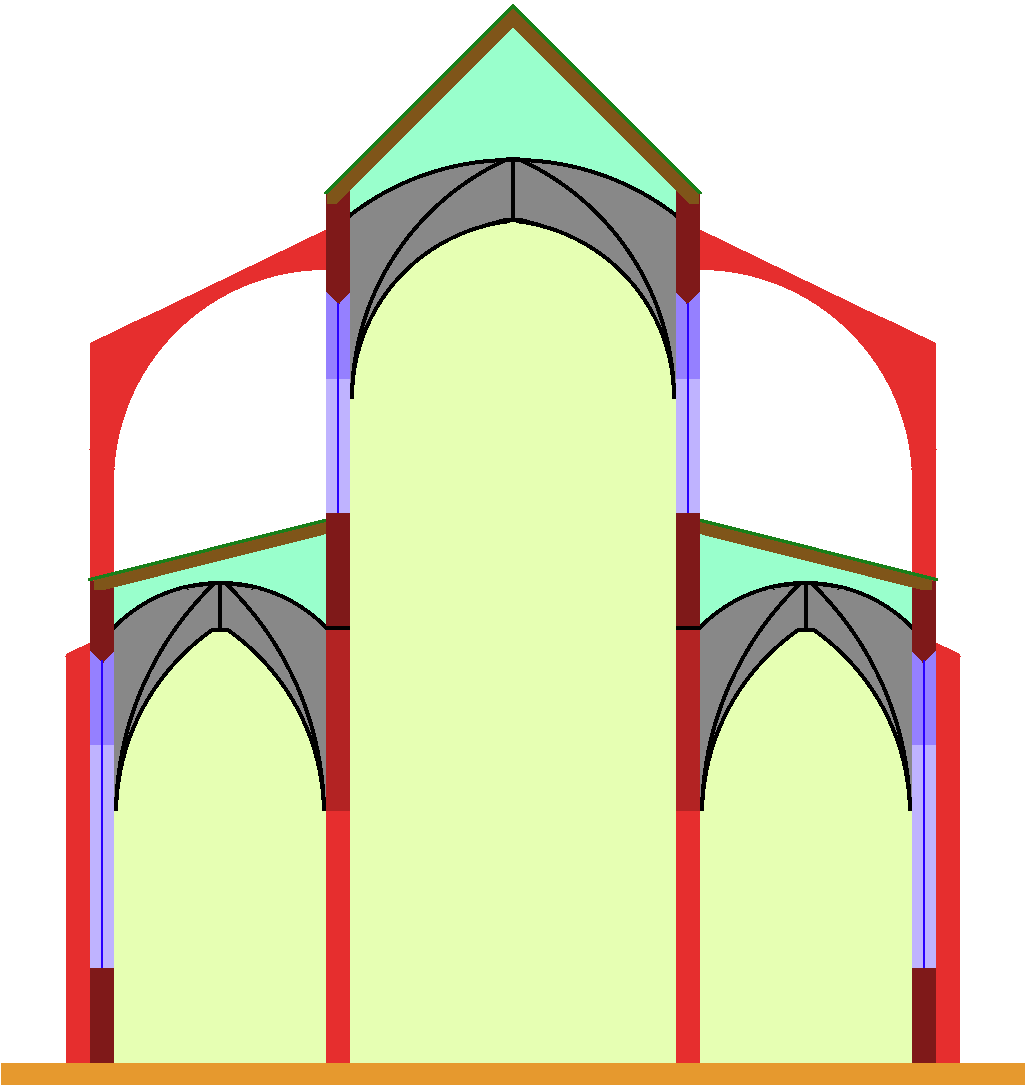
Basilika
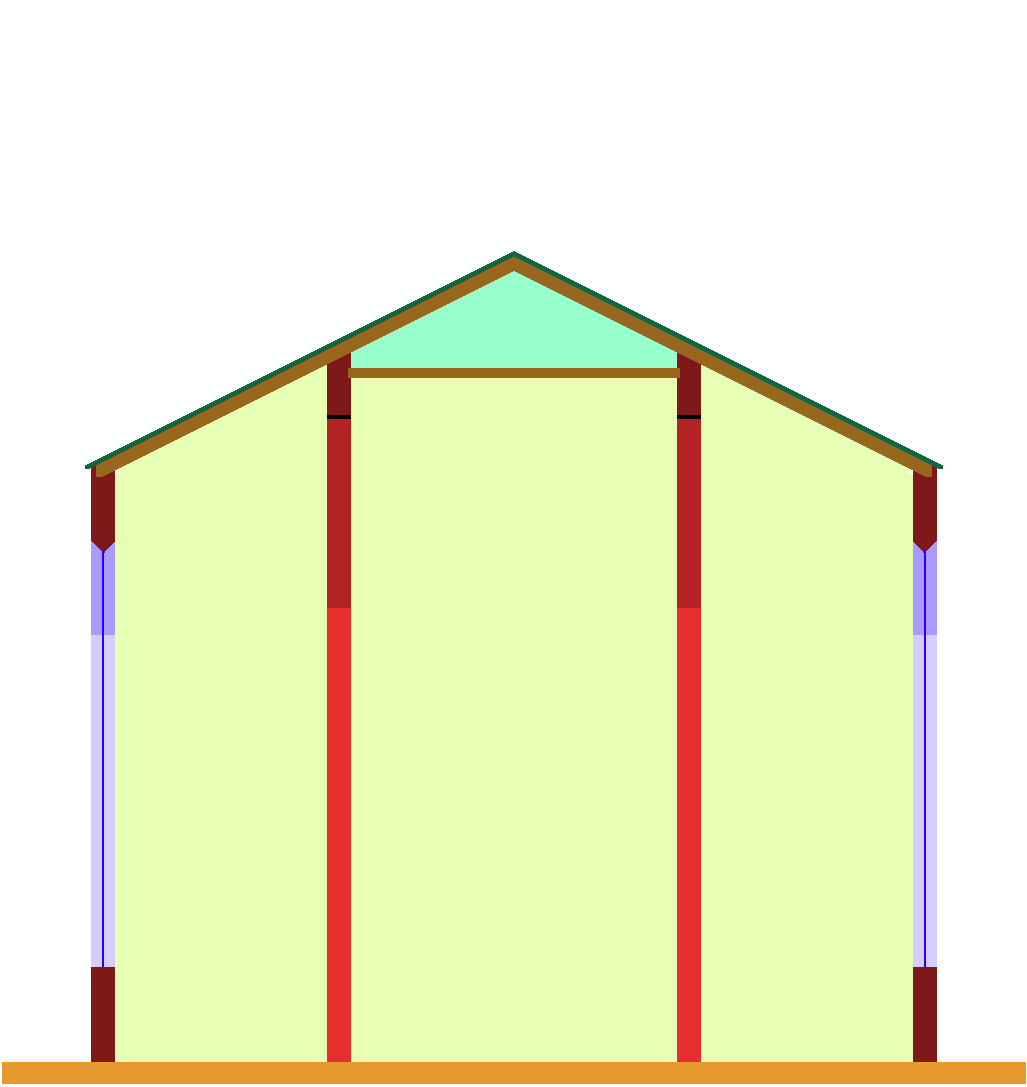
Hallenkirche mit teils waagerechter, teils schräger Hallendecke
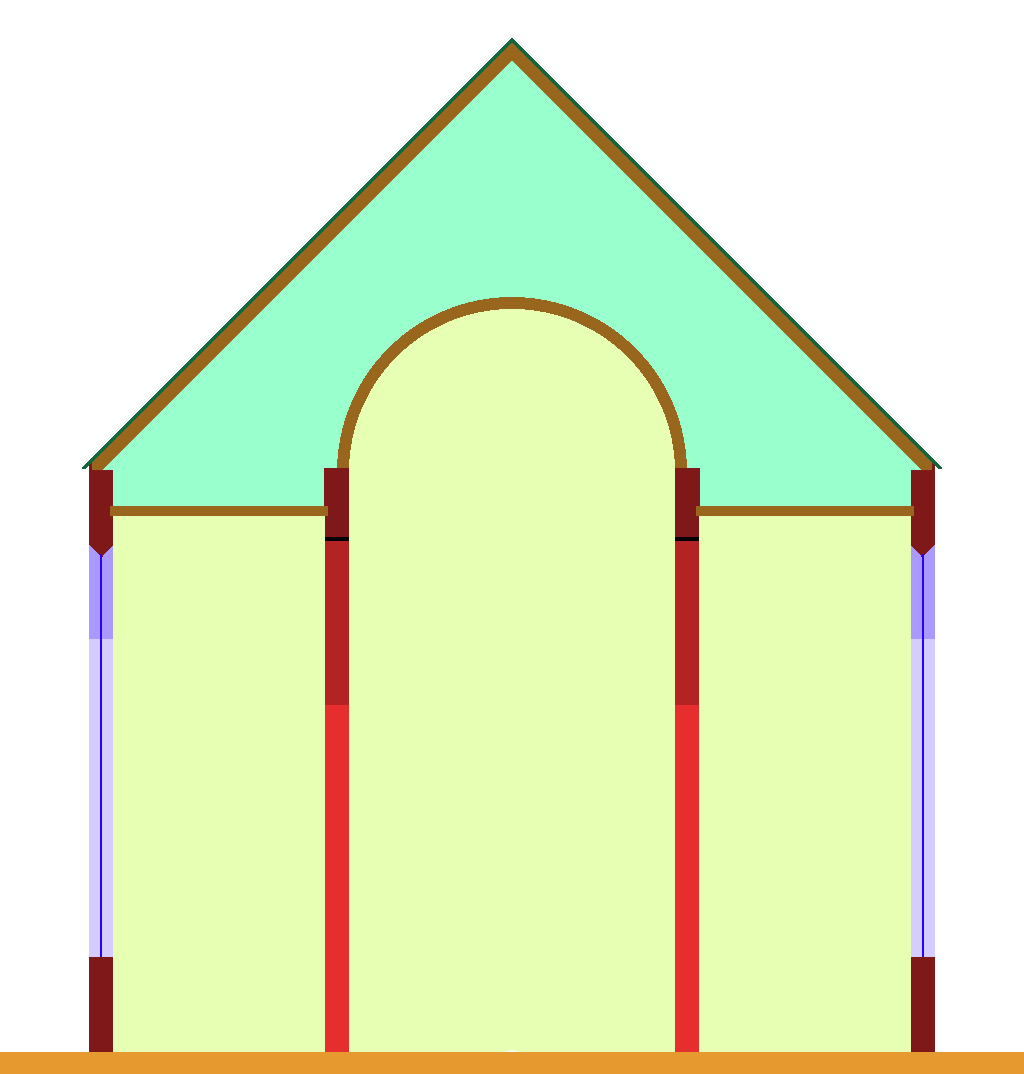
Pseudobasilika (oder Hallenkirche) mit tonnengewölbtem Mittelschiff und ungewölbten Seitenschiffen

### Anzahl und Maße der Schiffe
Bei dreischiffigen Hallenkirchen können die Schiffe etwa gleich breit sein, was bei gleicher Höhe eine weitgehende Gleichwertigkeit zufolge hat, oder die Seitenschiffe können deutlich schmaler sein als das Mittelschiff, dienen dann eher der für viele gotische Kirchen typischen Wandauflösung. Wenn das Kirchenschiff bei gleich breiten (Teil-)Schiffen auch nur drei Joche lang ist, bewirkt das eine Annäherung an den Zentralbau, allerdings oft ohne Betonung des Zentrums. Bekannt ist die Bezeichnung westfälisches Quadrat, aber derartige Kirchenschiffe finden sich beispielsweise auch in Süddeutschland und in Schlesien.
Manche Hallenkirchen haben soger fünf (Teil-)Schiffe. So wurde der Kolberger Dom in der zweiten Hälfte des 14. Jahrhunderts, St-Éloi in Dünkirchen (Nordfrankreich) erst 1782 von drei auf fünf Schiffe erweitert.
Es gibt aber auch Hallenkirchen mit gerader Anzahl von Schiffen. Ist eine einschiffige Kirche nachträglich um ein weiteres Schiff erweitert worden, so ist die Breite der Schiffe oftmals ungleich und die Kirche auch hinsichtlich des Chors zumeist asymmetrisch.
Eine nicht unerhebliche Anzahl von Hallenkirchen wurde planmäßig zweischiffig angelegt. Solche Kirchen sind üblicherweise symmetrisch.
Die kleinste Form der zweischiffigen Hallenkirche ist die Einstützenhalle; ein Pfeiler in der Mitte des Kirchenschiffs stützt vier Gewölbejoche. Eine Häufung derartiger Kirchen findet sich auf der schwedischen Insel Gotland.
In Nordhessen gibt es ein paar sehr einfache zweischiffige Hallenkirchen mit flachen Holzdecken. Hölzerne Pfeiler tragen einen Längsbalken, der die Decke in der Mitte abstützt.
Auch diese Form gibt es als Einstützenhalle.

## Geschichte
Die wohl ersten Säulenhallen mit gleich hohen Gewölben in allen Schiffen waren Krypten.
Als älteste Hallenkirche nördlich der Alpen gilt die um 1017 errichtete Bartholomäuskapelle in Paderborn.
Seit etwa dem Jahr 1000 entstanden in Katalonien und Südwestfrankreich mehrere überwiegend kleine Kirchen mit Tonnengewölben, deren Mittelschiffstonne gleich über den Arkadenbögen lag. Im 11. und 12. Jahrhundert wurde im Poitou einige größere Stufenhallen mit Tonnengewölbe wenigstens des Mittelschiffs errichtet, die jüngeren schon mit der wohl im Burgund entwickelten Spitztonne. Die Kathedrale von Poitiers stellt die frühgotische Weiterentwicklung dieses Typs dar. Es wird angenommen, dass Heinrich der Löwe und sein Gefolgsmann Bernhard II. zur Lippe in ihrem im Angevinischen Reich verbrachten „englischen“ Exil die in Bau befindliche Kathedrale kennenlernten. Dadurch gilt sie als Vorbild der spätromanischen und gotischen Hallenkirchen in Westfalen und Norddeutschland.

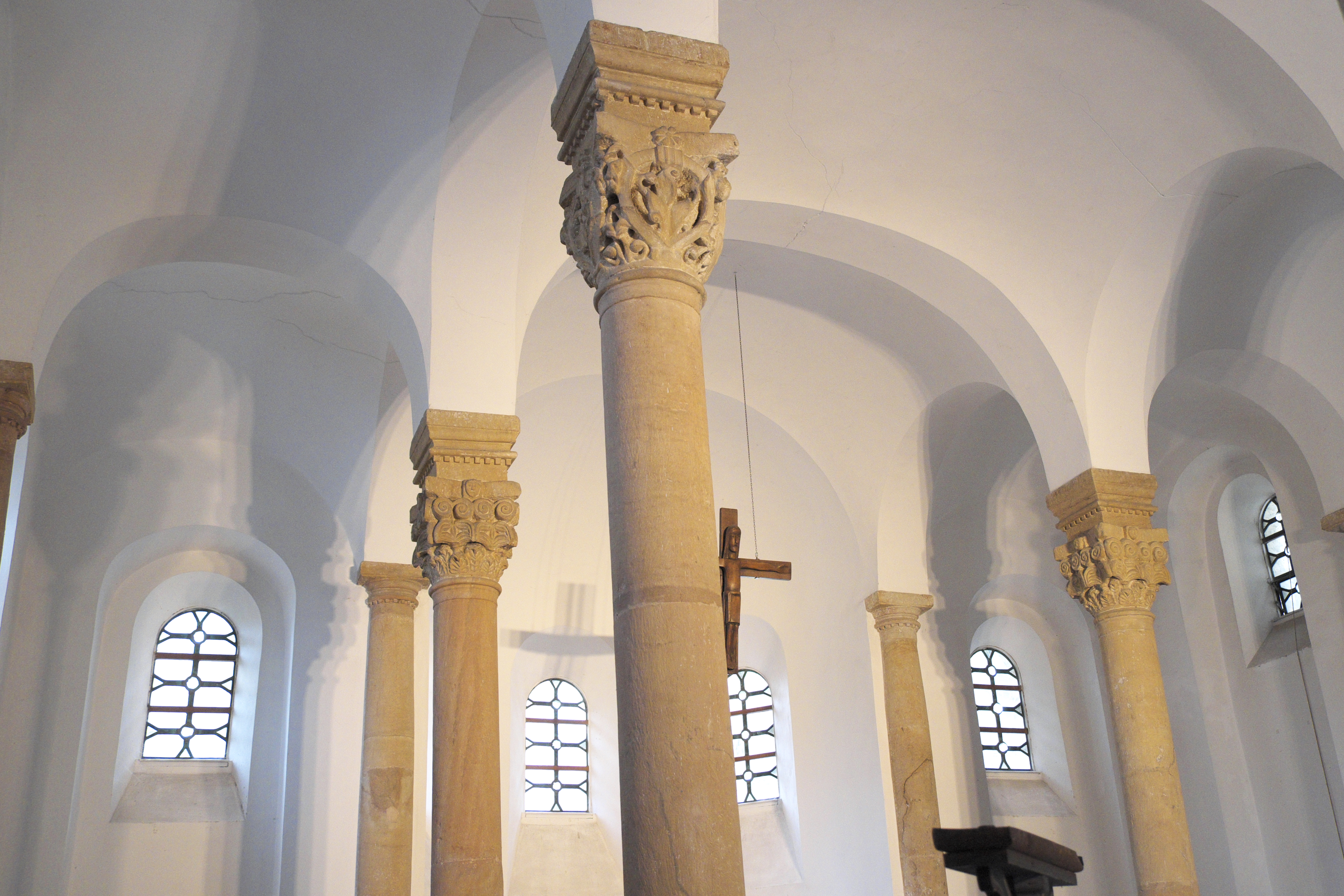
Bartholomäuskapelle (Paderborn), um 1017
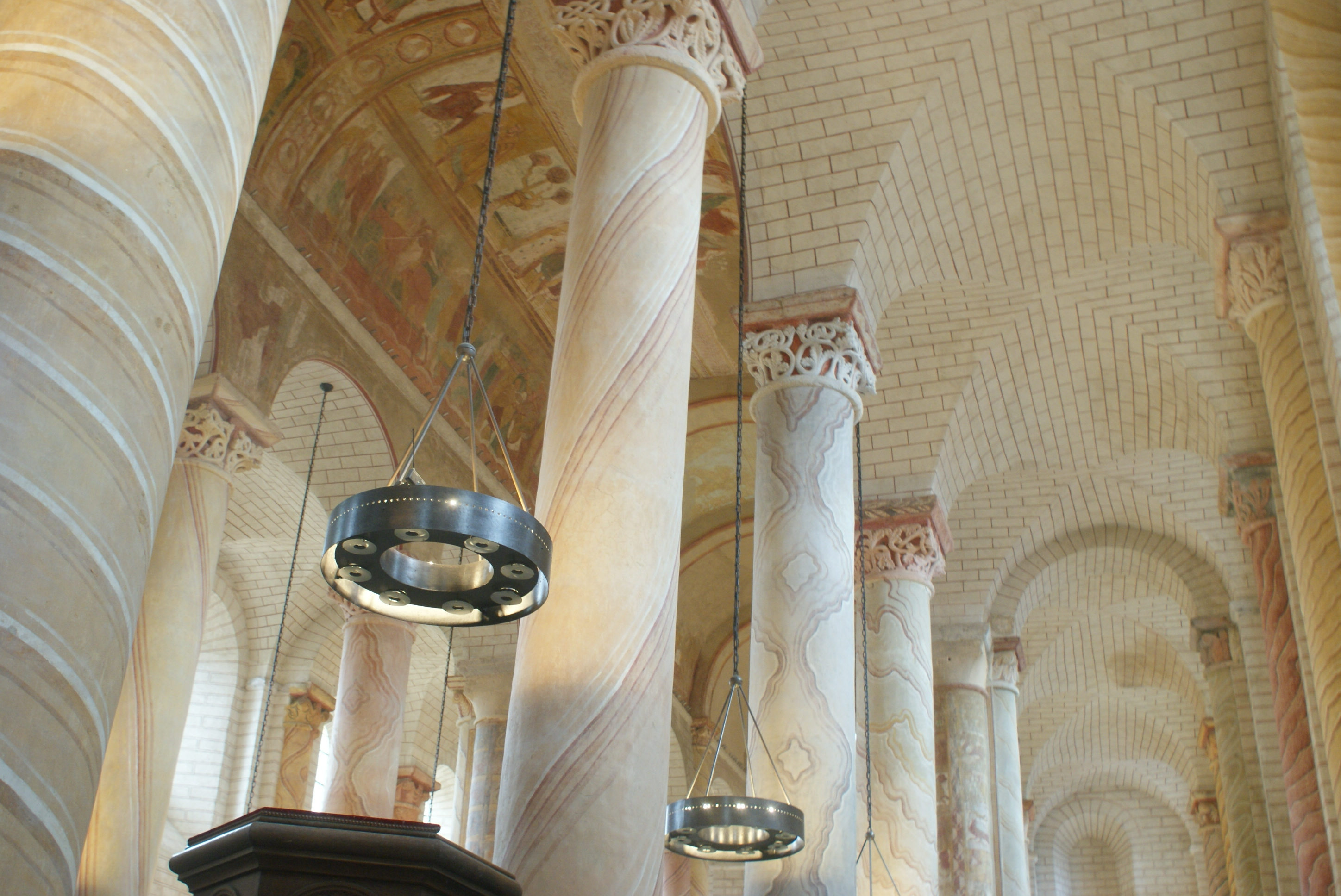
Abtei Saint-Savin-sur-Gartempe, Kirche 1040–1090
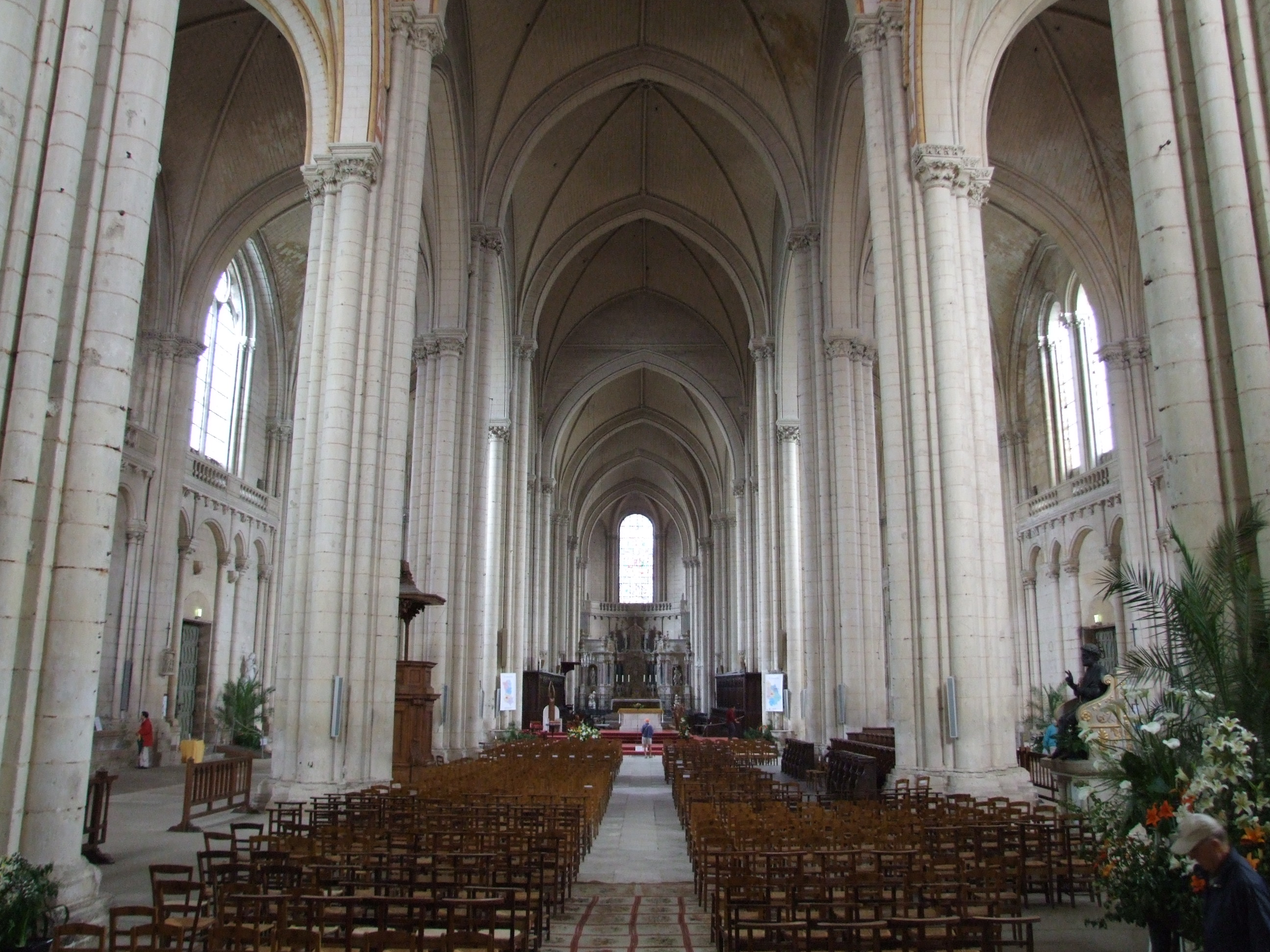
Kathedrale von Poitiers, ab 1160

Die ab 1230 errichtete Elisabethkirche in Marburg, eine der ersten in gotischem Stil begonnenen Kirchen in Deutschland, ist eine Hallenkirche. Ebenfalls ab etwa 1230 wurden zwei bedeutende in romanischem Stil begonnene Kirchen in Westfalen, das Herforder Münster und der Paderborner Dom als gotische Hallenkirchen weitergebaut.
In der Epoche der Gotik wurden in Mitteleuropa und dem Ostseeraum zwar weiterhin auch Basiliken gebaut, aber seit dem 14. Jahrhundert waren eine sehr große Zahl der neuerrichteten Gotteshäuser Hallenkirchen. Mancherorts war es nur die größte Pfarrkirche einer Stadt, mancherorts waren es mehrere. Die Anwendung der Hallenstruktur auf die Bauform des Chorumgangs tritt erstmals beim Hallenchor im Dom von Verden an der Aller (1310–1326) auf. Allerdings gibt es mit völlig anderer Raumwirkung viel früher schon den Umgangschor einer Emporenhalle, in der St. John’s Kapelle des Tower of London aus dem letzten Viertel des 11. Jahrhunderts. In Süddeutschland wurde der erste Hallenchor 1351 am Münster von Schwäbisch Gmünd begonnen, jedoch wurde der von St. Sebald in Nürnberg (1361–1372) dann früher fertiggestellt.
Mit der Entwicklung der spätgotischen Netzgewölbe gab es bei der Entwicklung des Raumeindrucks zwei gegenläufige Tendenzen: Wo das Netzgewölbe eine zierliche Weiterentwicklung des Tonnengewölbes war, wurden Hauptschiff und Seitenschiffe wieder stärker voneinander abgegrenzt. Mancherorts aber gelangen nahezu flächige Netzgewölbe auf schlanken Säulen, die die Halle kaum noch unterteilten.
In der Spätgotik war die Hallenkirche besonders für Deutschland kennzeichnend und wird daher manchmal als eine der deutschen Besonderheiten bei der Ausformung des „gotischen“ Stils betrachtet. In der älteren Literatur wurde unter dem von Kurt Gerstenberg geprägten Begriff der „Deutschen Sondergotik“ die Raumform der spätgotischen Hallenkirche idealisiert. Die damit verbundene Behauptung, die Hallenkirche sei eine typische Bauform der bürgerlichen Stadtpfarrkirche und ihr Raumbild sei sozusagen „demokratischer“ als die Basilika, wird heute kritisch gesehen.

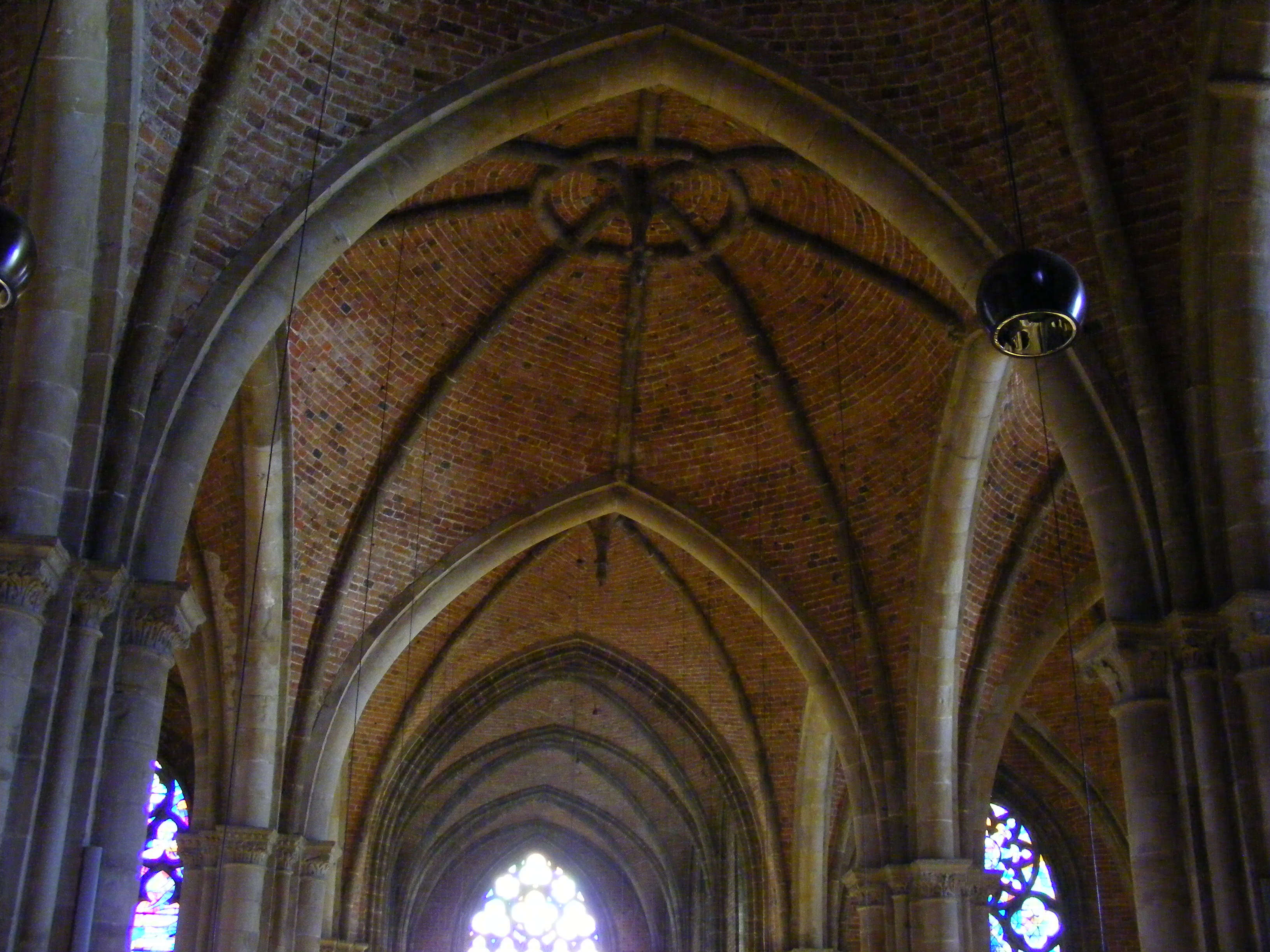
Liebfrauenkirche in Bremen, Vielfalt frühgotischer Gewölbe
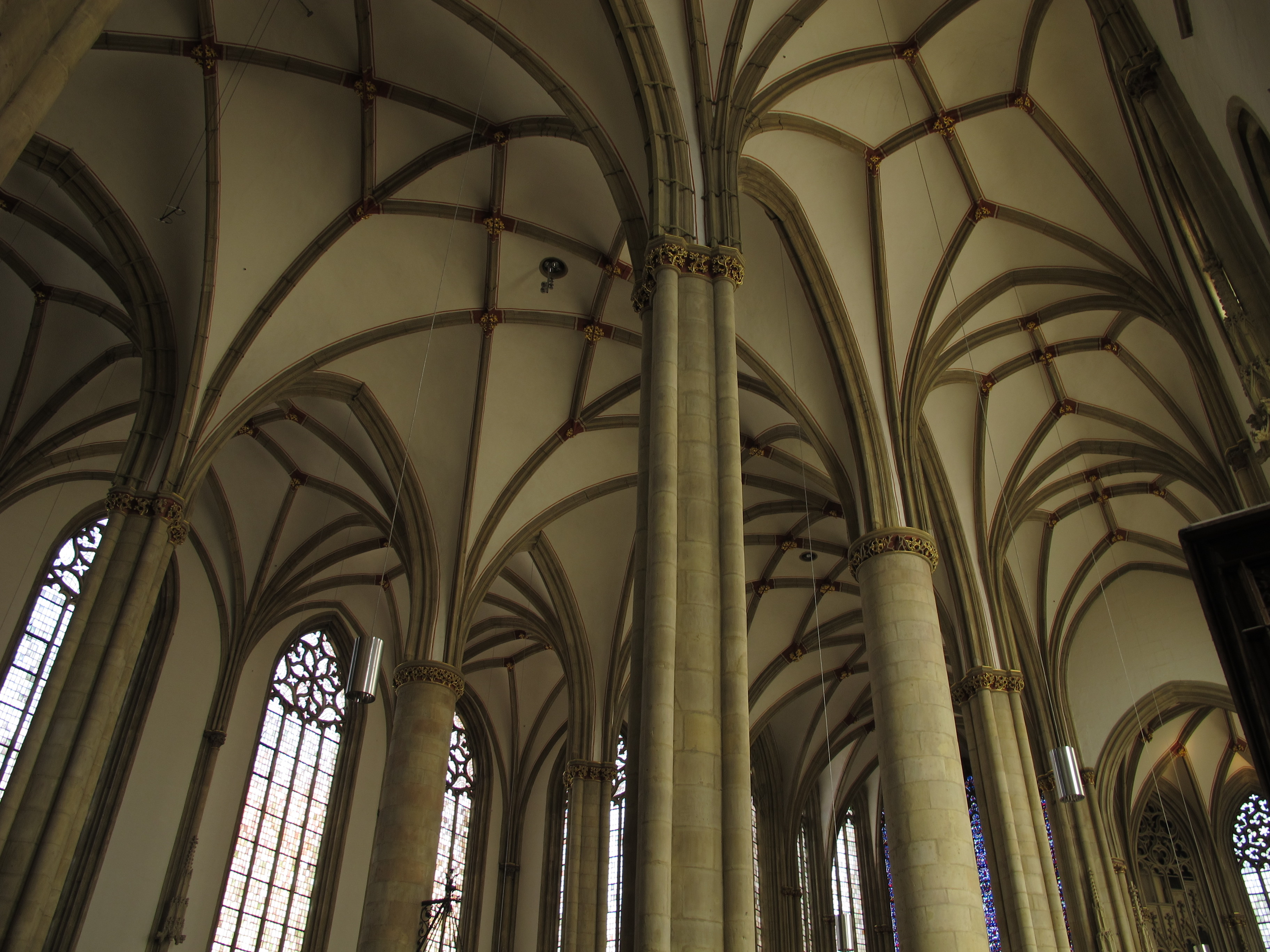
St. Lamberti (Münster)
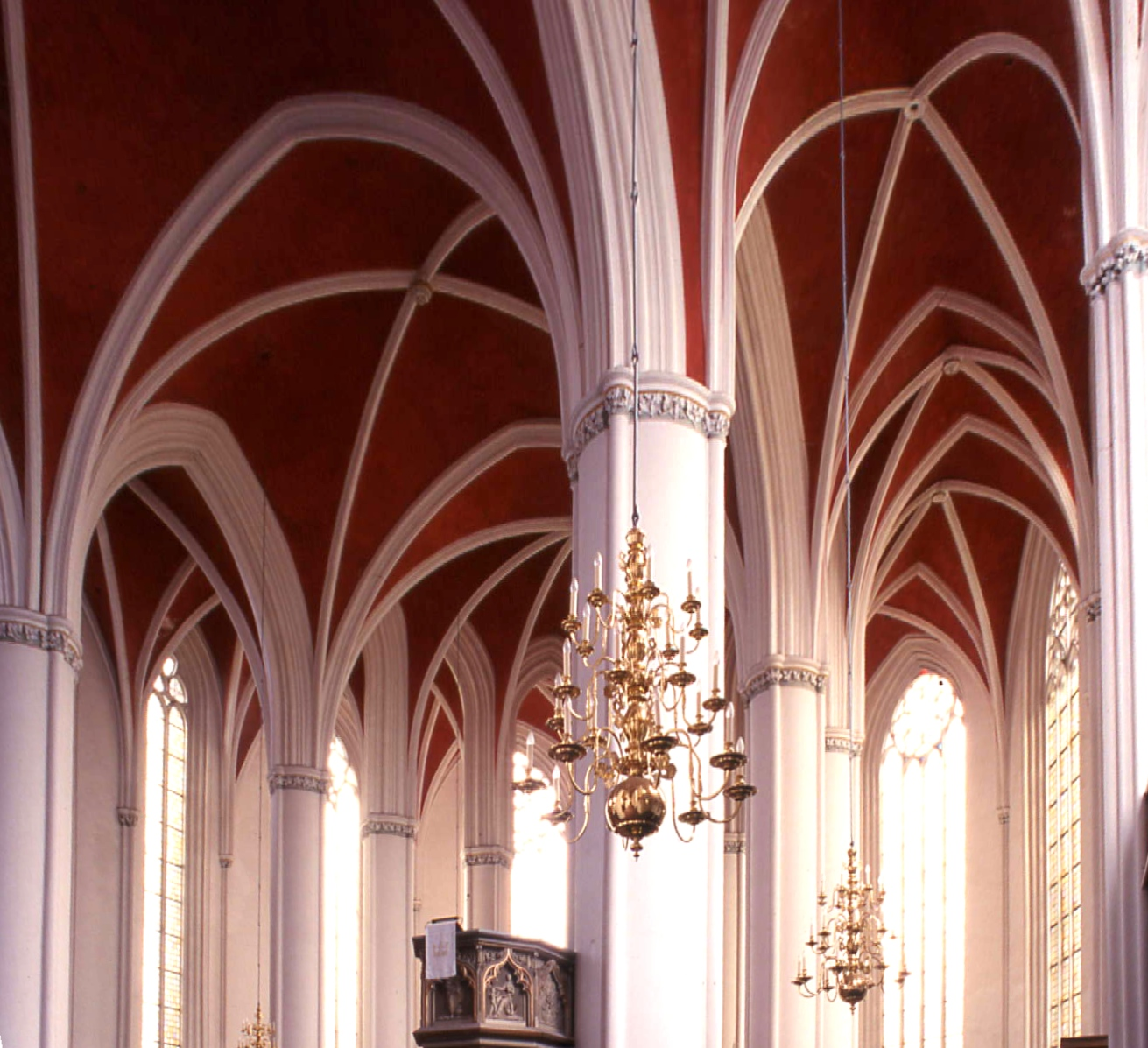
Dom von Verden an der Aller, Hallenumgangschor zwischen 1310 und 1326
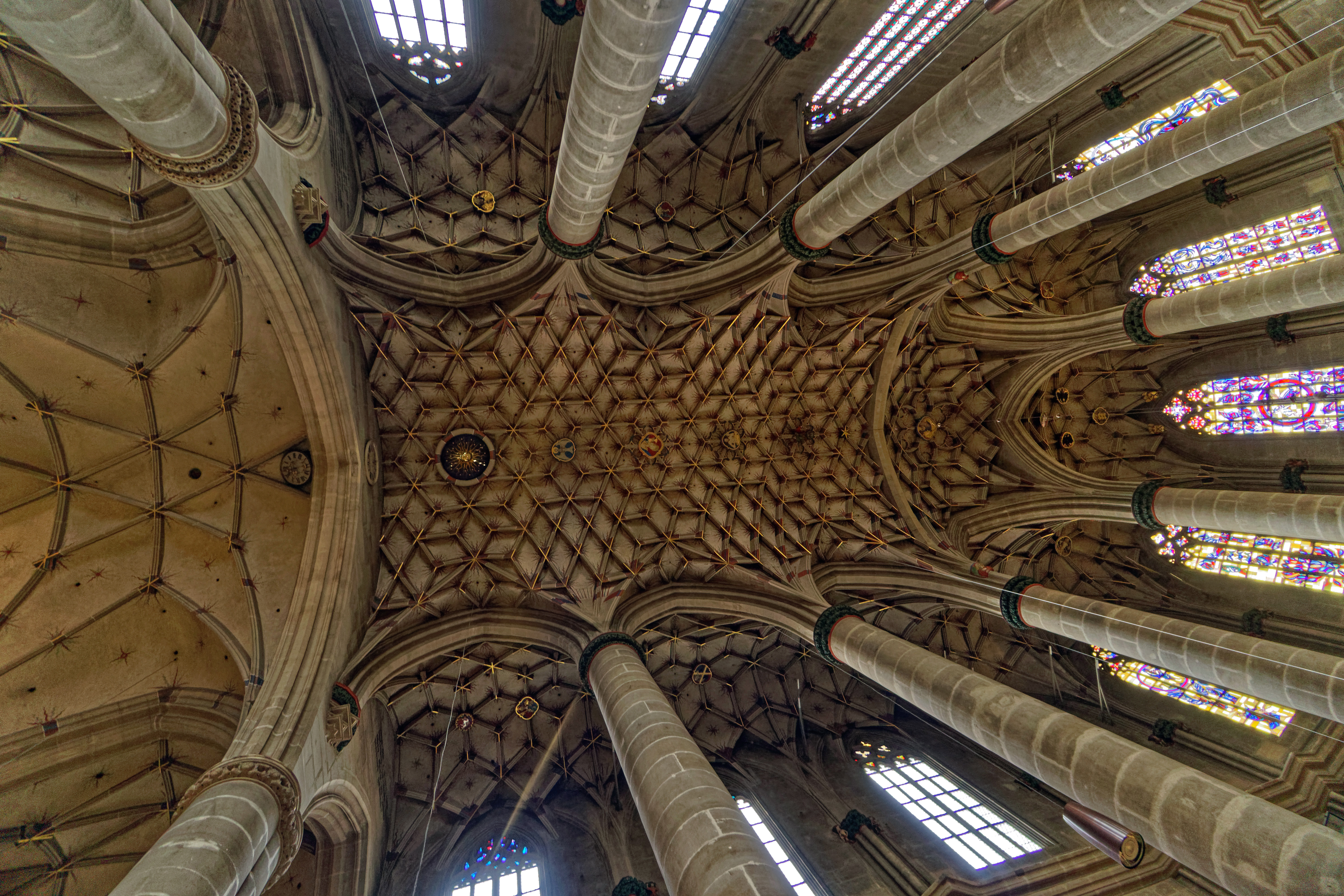
Heilig-Kreuz-Münster in Schwäbisch Gmünd: Hallenumgangschor um 1400 mit spätgotischem Netzgewölbe um 1500

### Emporenhalle

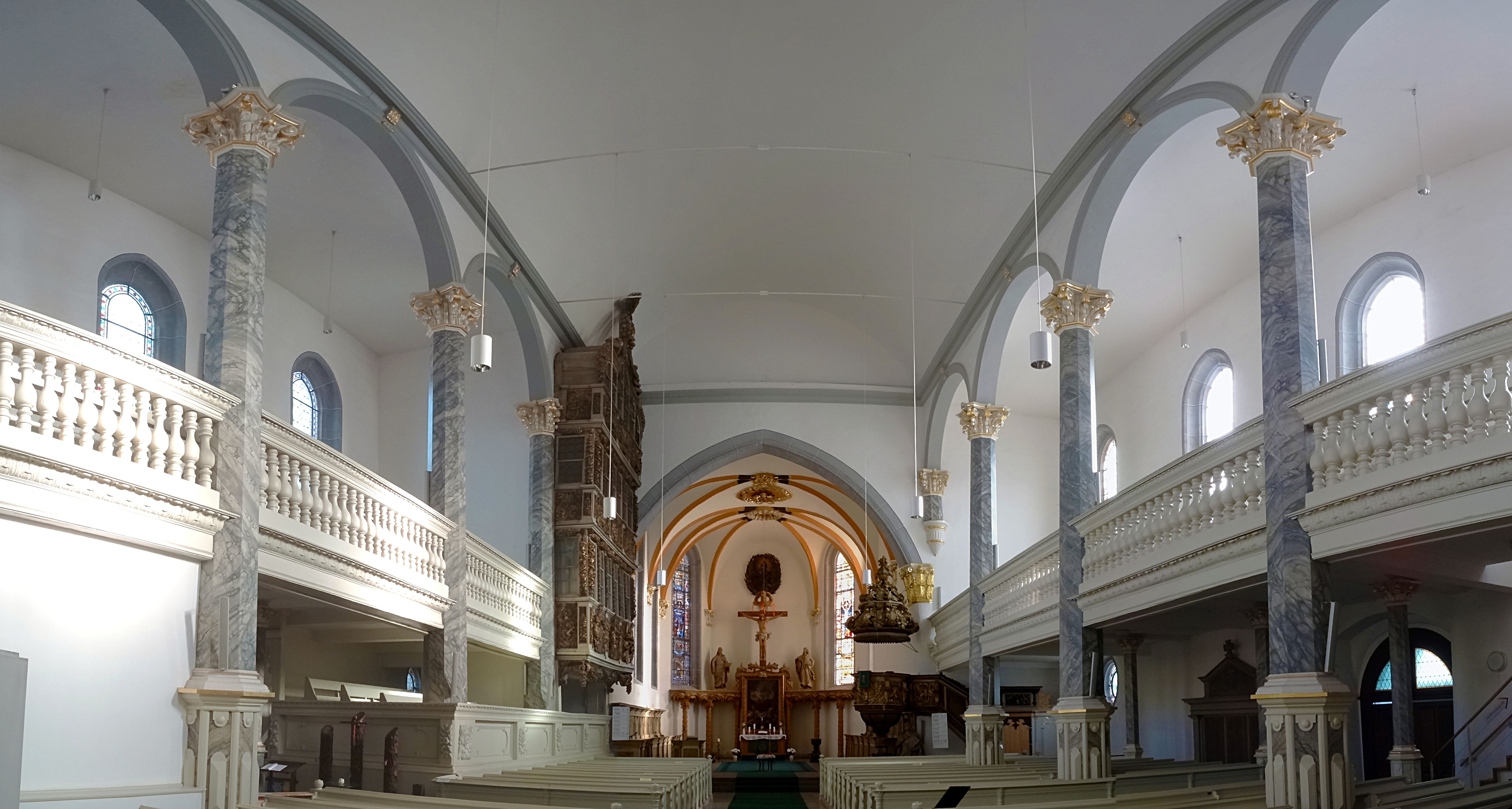
Trinitatiskirche in Sondershausen, 17. Jh., Emporenhalle im Renaissancestil, Chor nachgotisch

Eine Sonderform der Hallenkirche sind Emporenhalle, deren Seitenschiffe durch Emporen besetzt sind. Der Bautyp wurde von Wilfried Koch anhand von romanischen Beispielen in Frankreich beschrieben und ist auch nach der Reformation wegen des gesteigerten Sitzplatzbedarfs bei protestantischen Kirchenneubauten verbreitet.

### Baugeschichten

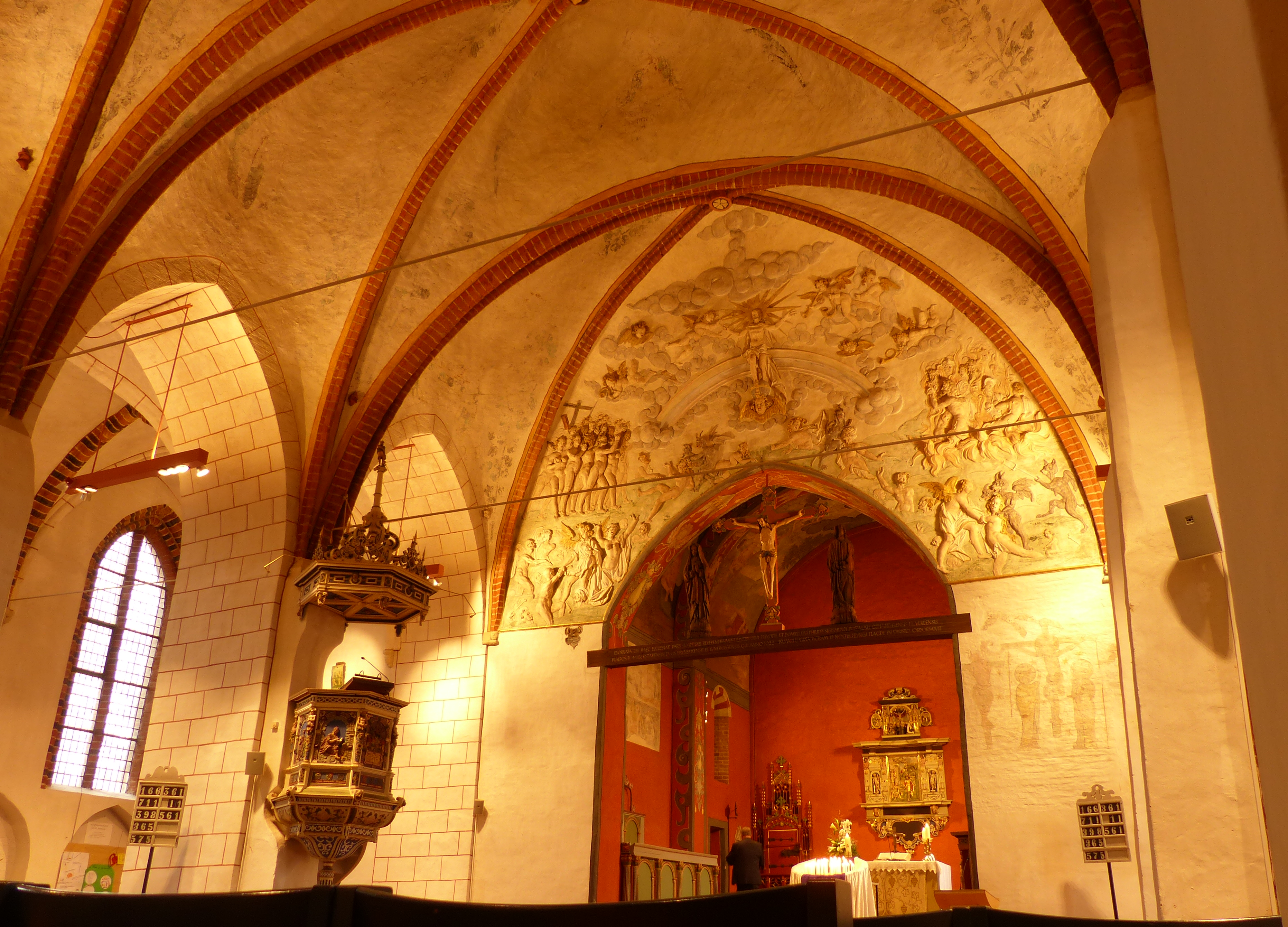
St. Johannis in Verden (Aller), durchbrochene alte Seitenwände, angebaute Seitenschiffe

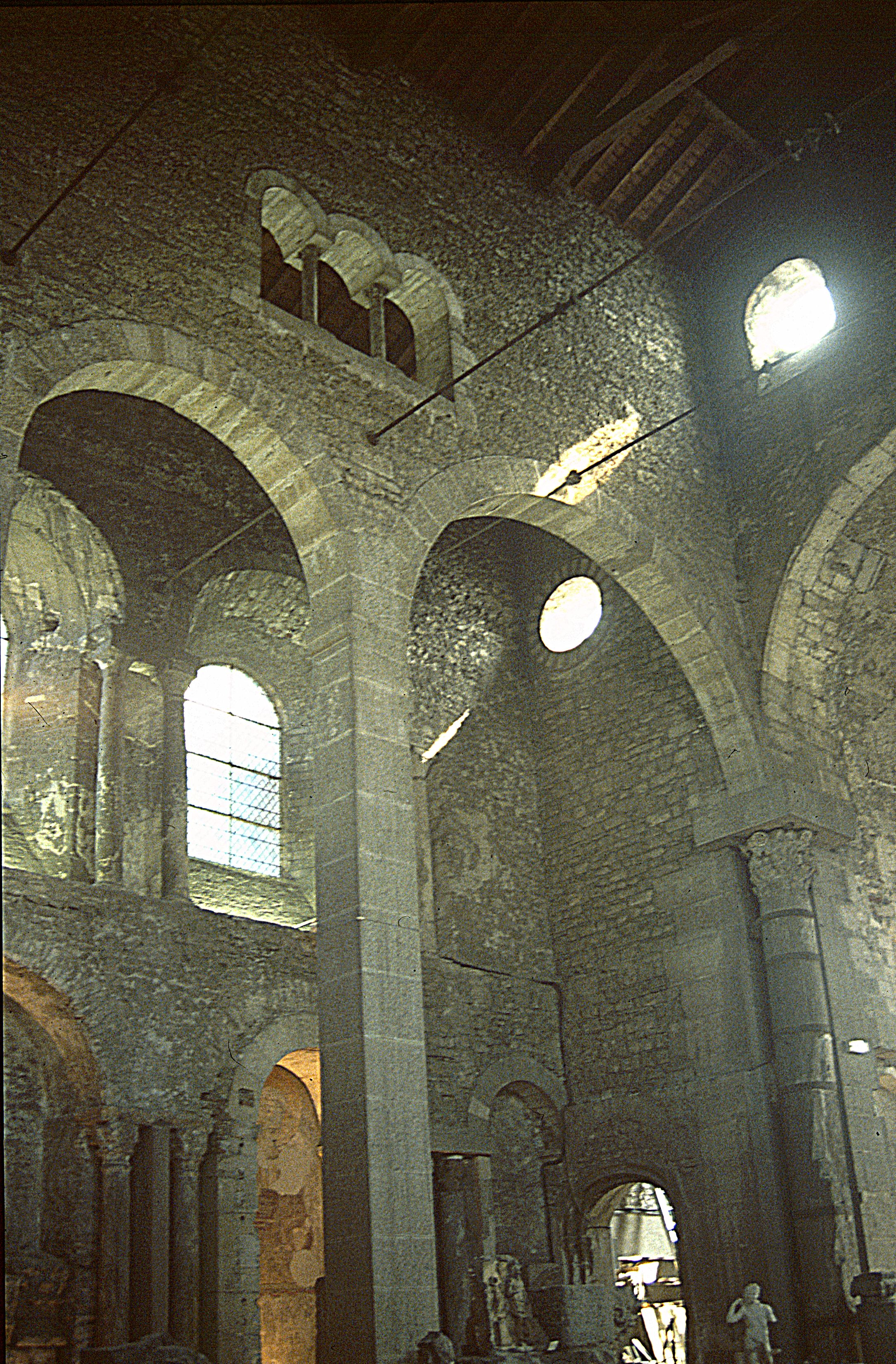
Saint-Pierre in Vienne, nachträglich aufgeteilter spätantiker Saalbau

In Westfalen und Flandern, zwei Gebieten mit besonders großer Dichte an Hallenkirchen, sind mancherorts einschiffige Kirchen zu Hallenkirchen erweitert worden, indem man an das vorhandene Schiff ein oder zwei Schiffe etwa gleicher Höhe anbaute, oft mit eigenen Dachstühlen. In einzelnen Fällen ging der Umbau in entgegengesetzter Richtung, so wurde in der Kirche Saint-Pierre in Vienne ein spätantiker Saalbau nachträglich durch Einbau von Arkaden zu einer dreischiffigen Hallenkirche umgebaut.
Von den Hallenkirchen im deutschen Sprachgebiet und ehemaligen deutschen Sprachgebieten ist ein großer Teil durch den Umbau einer Basilika entstanden oder anstelle einer früheren Basilika errichtet worden, darunter wohl ab vor 1230 die Liebfrauenkirche in Bremen.
Es gibt jedoch zwei prominente Ausnahmen, heutige Basiliken, die als Hallenkirche geplant waren: Das Schiff der Marienkirche in Lübeck war schon bis in große Höhe als Halle gediehen, als man sich aus Ehrgeiz entschied, das Mittelschiff höher zu bauen. Das Ulmer Münster war zunächst als Staffelhalle vorgesehen. Ulrich von Ensingen plante dann einen höheren Turm und ließ als optisches Gegengewicht dazu auch das Mittelschiff höher bauen, also basilikal. Dadurch wirkten die Schubkräfte von Mittelschiff und Seitenschiffen in unterschiedlichen Höhen auf die Arkadenpfeiler, statt einander auszugleichen. Der drohende Einsturz wurde dadurch abgewendet, dass man jedes der beiden breiten Seitenschiffe durch ein Paar schmaler ersetzte.

## Regionale Bauformen
Die Zahl regionaler Variationen der Bauform ist groß und lässt sich nur schwer in einem erzählerischen Bogen darstellen. Darum sei hier auch auf die mit zahlreichen, teilweise kommentierten, Abbildungen illustrierte europaweite Liste der Hallenkirchen verwiesen.

### Westfalen
In der westfälischen Architektur der Spätromanik bildeten sich einige Sonderformen der Hallenkirche heraus, so durch Einfügen von Zwischenpfeilern die Hallenkirche gebundener Ordnung sowie die Wandpfeilerhalle mit nach innen gezogenem Stützensystem.
In den Städten Westfalens erreichten nicht nur bürgerliche Hallenkirchen, sondern beispielsweise auch der Mindener Dom eine Sonderform von im Ideal quadratischem Grundriss. Wichtige Beispiele sind die Petrikirche in Dortmund, die Wiesenkirche in Soest und St. Lamberti in Münster. Alle drei sind kaum länger als breit, man spricht hier auch vom Westfälischen Quadrat. Eine der ältesten westfälischen Hallenkirchen, an der sich die Entwicklung des westfälischen Typs der Hallenkirche, der architektonisch bis nach Nordosteuropa ausstrahlte, gut ablesen lässt, ist die Hohnekirche in Soest. Der Gemeinderaum dieser Kirche ist tatsächlich breiter als lang.

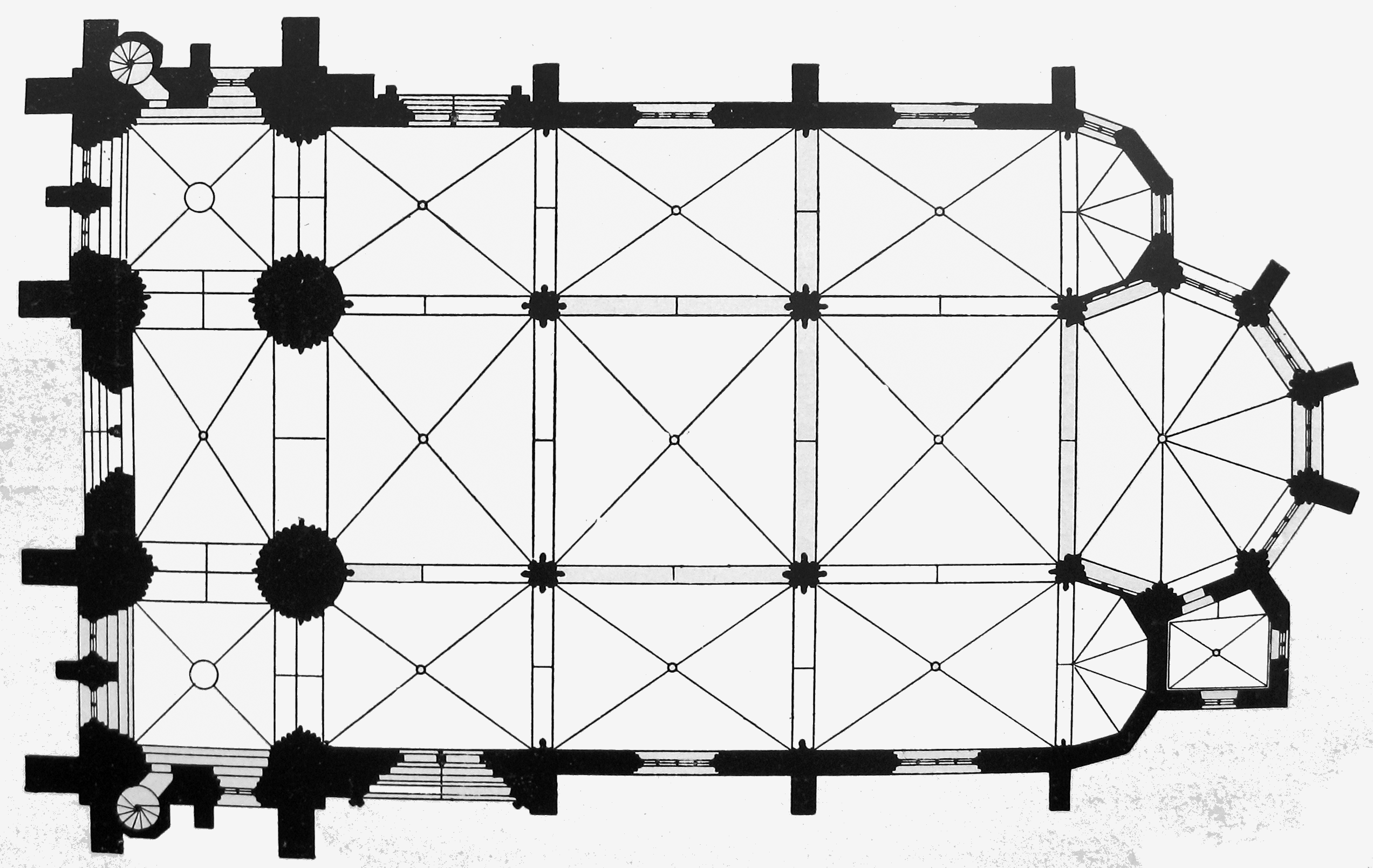
Annähernd quadratischer Grundriss der Wiesenkirche in Soest (Westfalen)
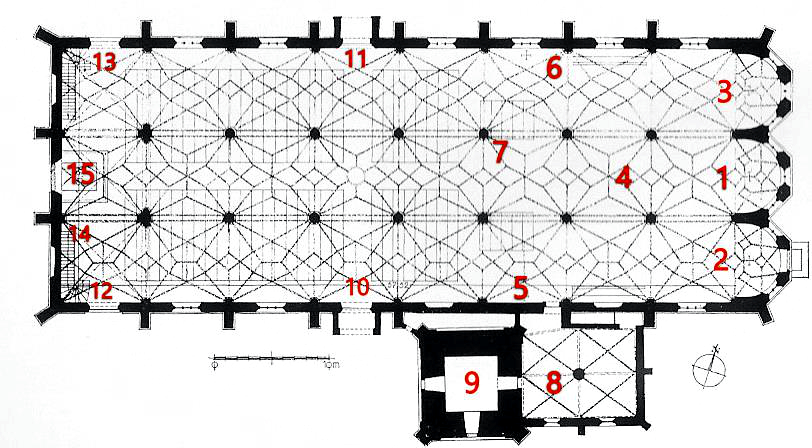
Gleich breite Kirchenschiffe der Stadtpfarrkirche St. Martin in Lauingen (Donau), 1516–1520
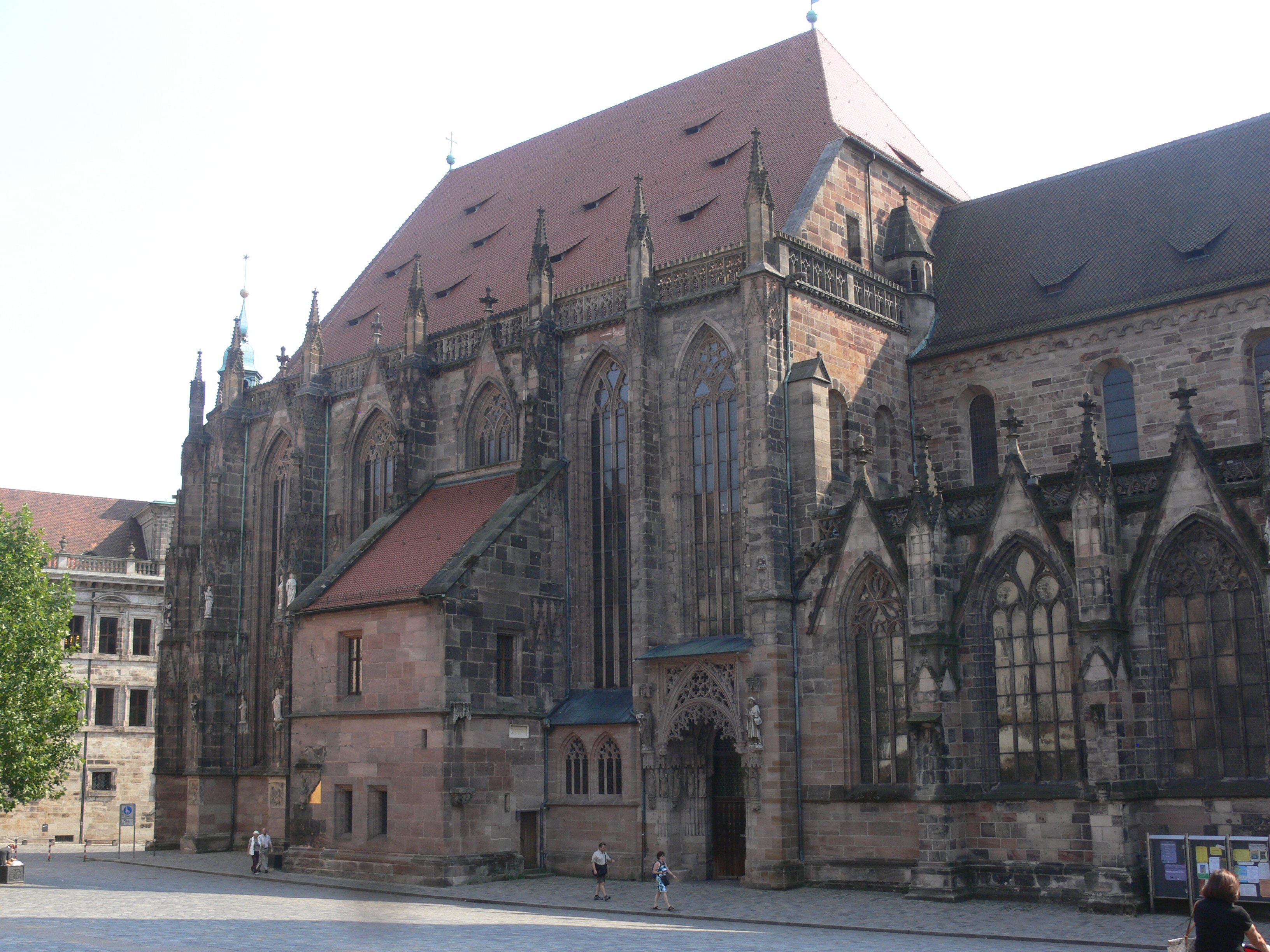
St. Sebald in Nürnberg, Schiff basilikal, 1309–1340 gotisiert, Hallenumgangschor 1361–1372

### Sachsen
Eine regionale Häufung hochentwickelter spätgotischer Gewölbetechnik stellen die so genannten obersächsischen Hallenkirchen dar. Beispiele sind der Freiberger Dom, die St.-Wolfgangs-Kirche in Schneeberg, die St. Marienkirche in Marienberg, die St. Annenkirche in Annaberg-Buchholz und die Marienkirche in Pirna.

### Süddeutschland
Schon Anfang des 12. Jahrhunderts entstanden in und bei Regensburg romanische Hallenkirchen, so die Klosterkirche Prüll (1104–1110) und die St.-Leonhard-Kirche (1120/1130).
Romanisch mit ersten gotischen Anklängen wurde ebenfalls in der Oberpfalz im letzten Drittel des 12. Jahrhunderts am Fluss Regen das Hallenschiff der Zisterzienserkirche Walderbach errichtet.
Zu den ersten gotischen Hallenkirchen in Süddeutschland gehören St. Quintin (1288–1330) in Mainz und das Heiligkreuzmünster (1321 bis nach 1500) in Schwäbisch Gmünd.
Zu den bekanntesten Hallenkirchen in Franken gehören St. Georg in der ehemaligen Freien Reichsstadt Dinkelsbühl und der Chor (1361–1372) von St. Sebaldus in Nürnberg.
Wenig später entstanden im Herzogtum Bayern mehrere Hallenkirchen aus Backstein unter der Mitwirkung Hans von Burghausens, geboren zwischen 1350 und 1360.

### Österreich
In Österreich wurde nach bedeutenden Vorläufern in Tulln (Dominikanerkirche) mit dem 1295 geweihten Hallenchor der Stiftskirche Heiligenkreuz eines der größten und zugleich innovativsten Beispiele dieses Bautypus errichtet. Ausgehend davon begann 1327 der Bau des Neuberger Münsters, einer besonders eindrucksvollen, architektonisch einheitlichen und klaren Halle mit geradem Chorabschluss.

### Zweischiffige Hallenkirchen im Donau- und Salzachgebiet
Der Typus der zweischiffigen Hallenkirche hat sich im Inn-Salzach-Gebiet entwickelt, er ist auch im Mühlviertel verbreitet. Ihm gehören mehrere Kirchen im oberösterreichischen Innviertel an (Spitalkirche in Braunau, die Pfarrkirchen in Eggelsberg, in Hochburg am Weilhart und in Handenberg). In Helpfau und in Ried im Innkreis wurden die zweischiffige gotischen Hallen im 18. Jahrhundert durch barocke Abseitensäle ersetzt. In Oberbayern folgen dem zweischiffigen Schema die Pfarrkirchen von Schnaitsee, Burgkirchen am Wald, St. Peter und Paul in Oberbuch (Gemeinde Tyrlaching) und die Pfarrkirche von Tacherting, in Oberösterreich weiter die Kirchen von Laakirchen und nördlich der Donau die Kirchen in Mauthausen, Kreuzen, Gramastetten, Königswiesen, Arbing, Ried in der Riedmark und Schenkenfelden, in Tschechien die Wallfahrtskirche in Kájov (Gojau) sowie als Gotteshaus außerhalb des Christentums die Altneu-Synagoge in Prag. Der Typus prägte auch Kirchen wie die Franziskanerkirche in Berchtesgaden und die Stadtpfarrkirche in Schwaz und beeinflusste u. a. die Walseer Kapelle im ehemaligen Franziskanerkloster Enns.
Eine Besonderheit stellt die Pfarrkirche "Zu unserer lieben Frau Mariä Himmelfahrt" in Schwaz dar, die einen vierschiffigen Innenraum hat. Sie ist die größte vierschiffige Hallenkirche in Europa.

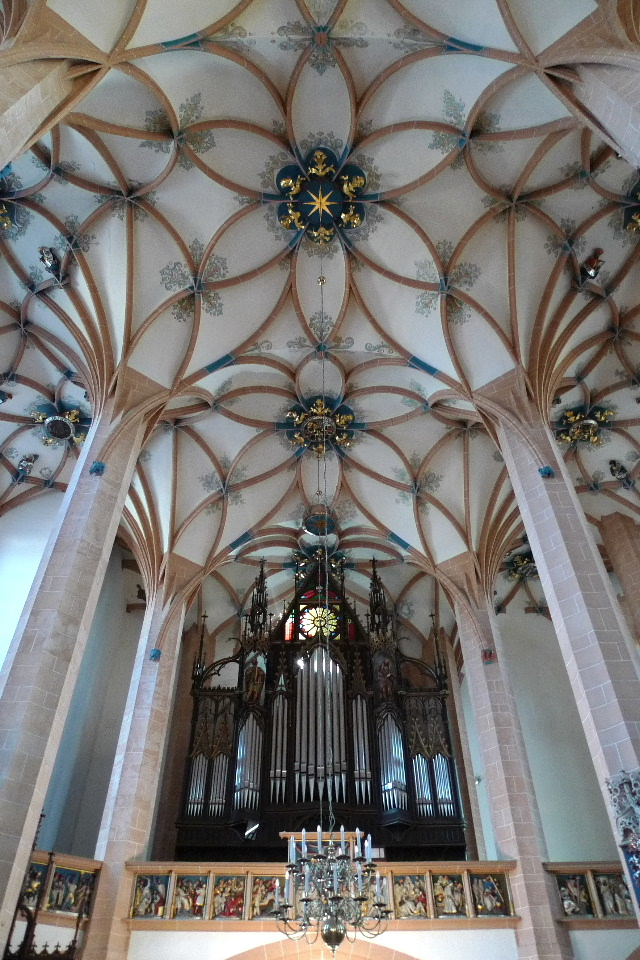
St. Annenkirche (Annaberg-Buchholz), Schlingrippengewölbe in höchster Vollendung
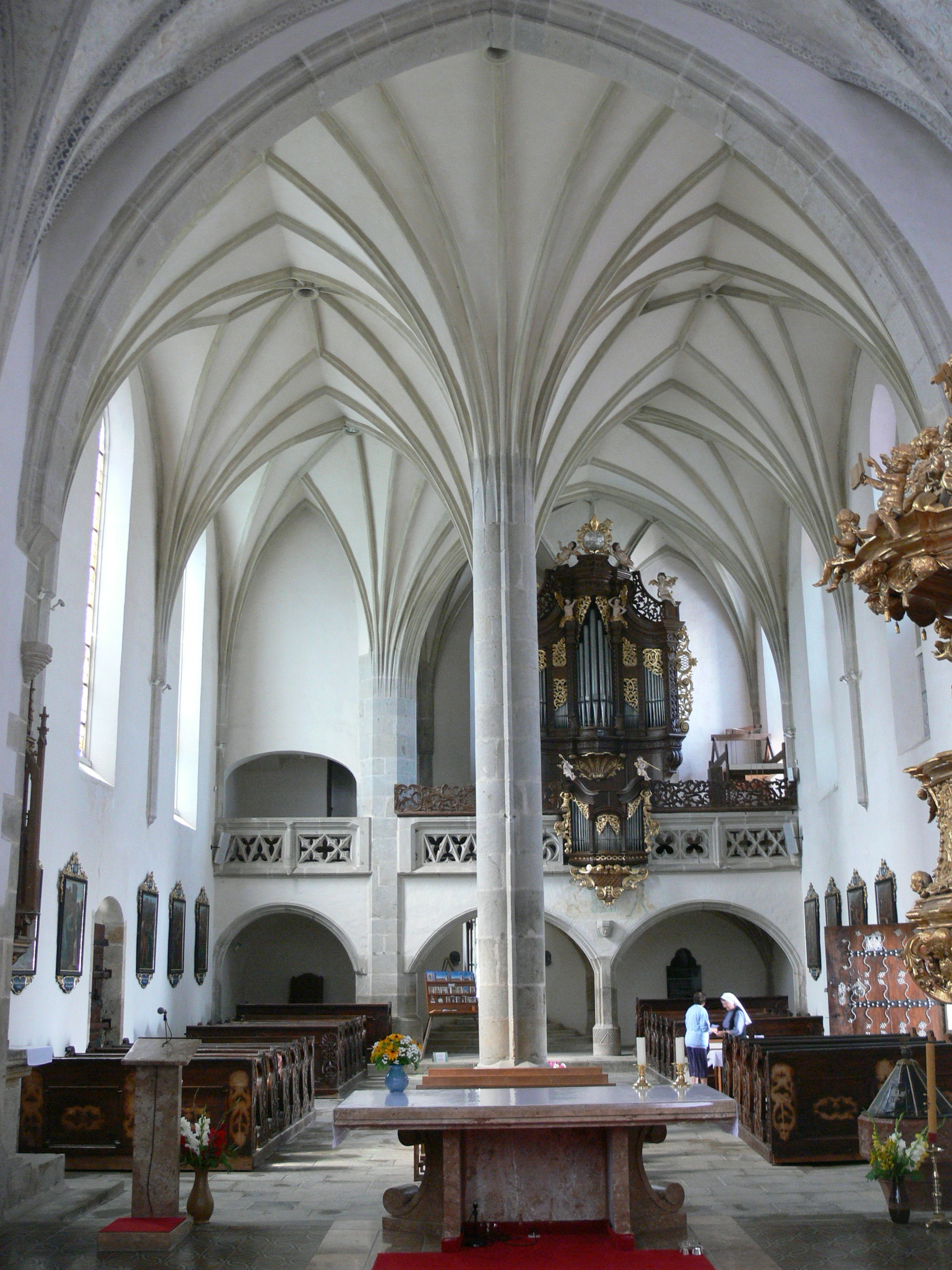
Zweischiffige Wallfahrtskirche Kájov, Tschechien
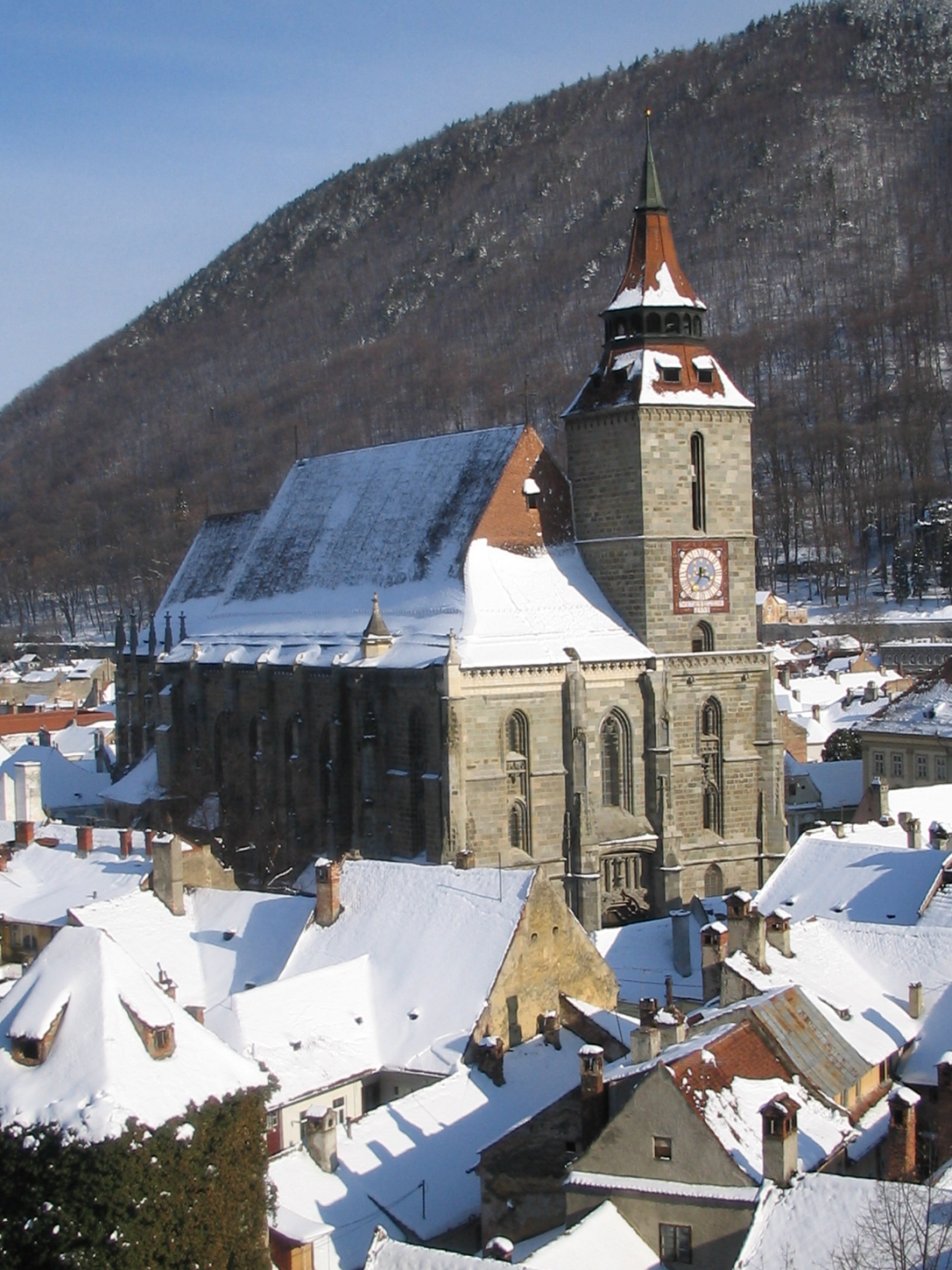
Die Schwarze Kirche in Kronstadt/Brașov, Rumänien
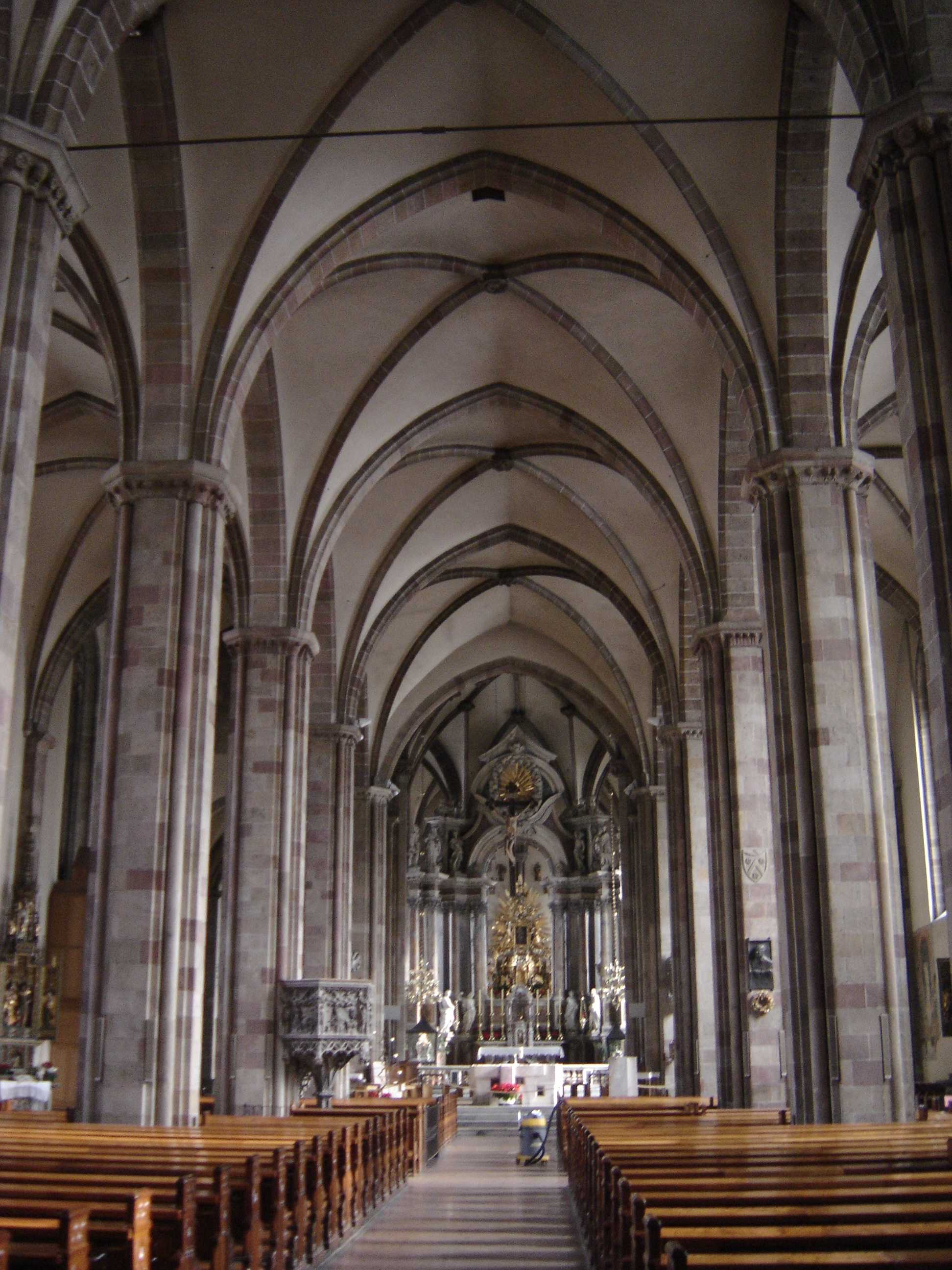
Dreischiffige Hallenkirche in Bozen (Südtirol): Dompfarrkirche Maria Himmelfahrt

### Siebenbürgen
In Rumänien beschränkt sich das Vorkommen von Hallenkirchen auf deutsch besiedelte Orte, da die Rumänen traditionell der Orthodoxen Kirche angehören, deren Kirchenbauten nach anderen Prinzipien errichtet wurden.
Mehrere Stadtkirchen Siebenbürgens sind Hallenkirchen, darunter die Schwarze Kirche aus dem 14. Jahrhundert in Brașov, die größte spätgotische Hallenkirche östlich von Wien. Demgegenüber haben die Kirchen mehrerer ländlicher Kirchenburgen die Form von Pseudobasiliken

### England

Chor der Londoner Templerkirche (Foto 1910)

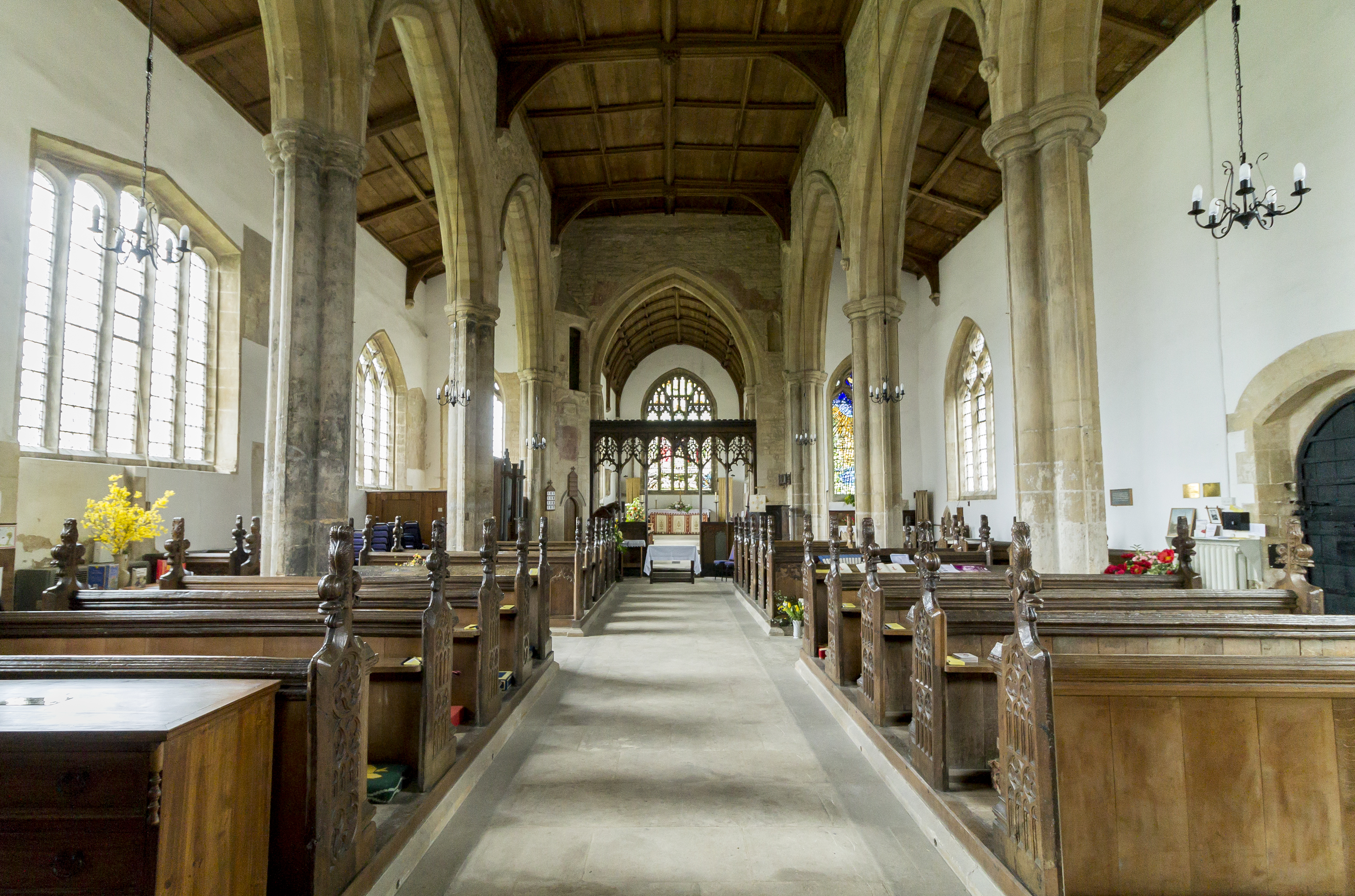
St Denis Church, Silk Willoughby, Lincolnshire

In der englischen Architektur des Mittelalters ist der Bautypus der Hallenkirche gar nicht selten, kam aber lange Zeit kaum ins Bewusstsein, da es in England den Begriff nicht gab. In der deutschen Fachliteratur werden die häufigen Typen englischer Hallenkirchen zwar erwähnt, aber nur beiläufig.
Tatsächlich gibt es in England mehr als 1500 Hallenkirchen im engeren Sinne, mehr als in irgendeinem anderen Land. Dazu kommen noch über 1100 Pseudobasiliken; an Hallenkirchen im weiteren Sinne sind das zusammen über 2400.
Zu den wenigen altbekannten Beispielen zählen die Kathedrale von Bristol und in London die Temple Church (Templerkirche). Die Kathedrale von Salisbury erhielt von 1220 bis 1228 als ersten Bauabschnitt einen östlichen Kapellenanbau in Form einer dreischiffigen Halle über schlanken Säulen. Die Temple Church ist im ältesten Teil ein Rundbau, dem noch vor 1240 ein gotischer Hallenchor angefügt wurde. Zwischen 1298 und 1332 wurde der östliche Teil der Kathedrale von Bristol in Form einer gotischen Hallenkirche neuerrichtet und von 1868 bis 1877 das Langhaus der Kirche in Fortführung des Chorraums hinzugefügt.
Die meisten Hallenkirchen in England sind Dorfkirchen, mit hölzernen Tonnengewölben oder offenen Dachstühlen, nicht wenige an der Grenze zwischen Stufenhalle und einer Pseudobasilika. In den Grafschaften Südenglands und der Region West Midlands bilden Hallenkirchen und Pseudobasiliken zusammen üblicherweise eine größere Gruppe als die Basiliken, in Devon sind mit über 200 sogar mehr als die Hälfte aller Kirchen Hallenkirchen, siehe Liste der Hallenkirchen im Vereinigten Königreich.
Ein wegen seiner Asymmetrie und des längs geteilten Hauptschiffs auch in England außergewöhnliches Beispiel ist die St Vincent's Church in Caythorpe im District South Kesteven in Lincolnshire:

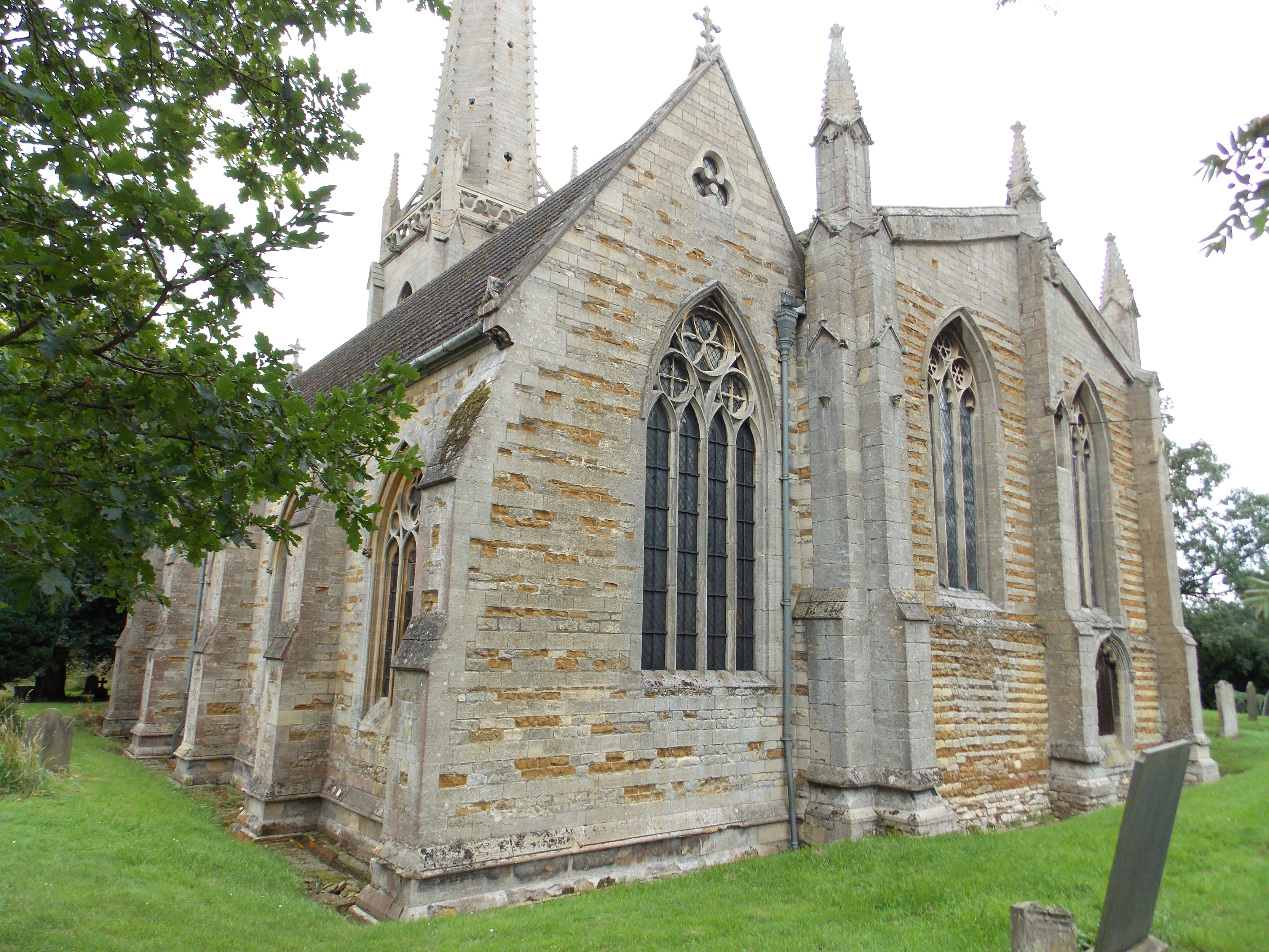
Westgiebel mit geteiltem Hauptschiff und nördlichem Seitenschiff
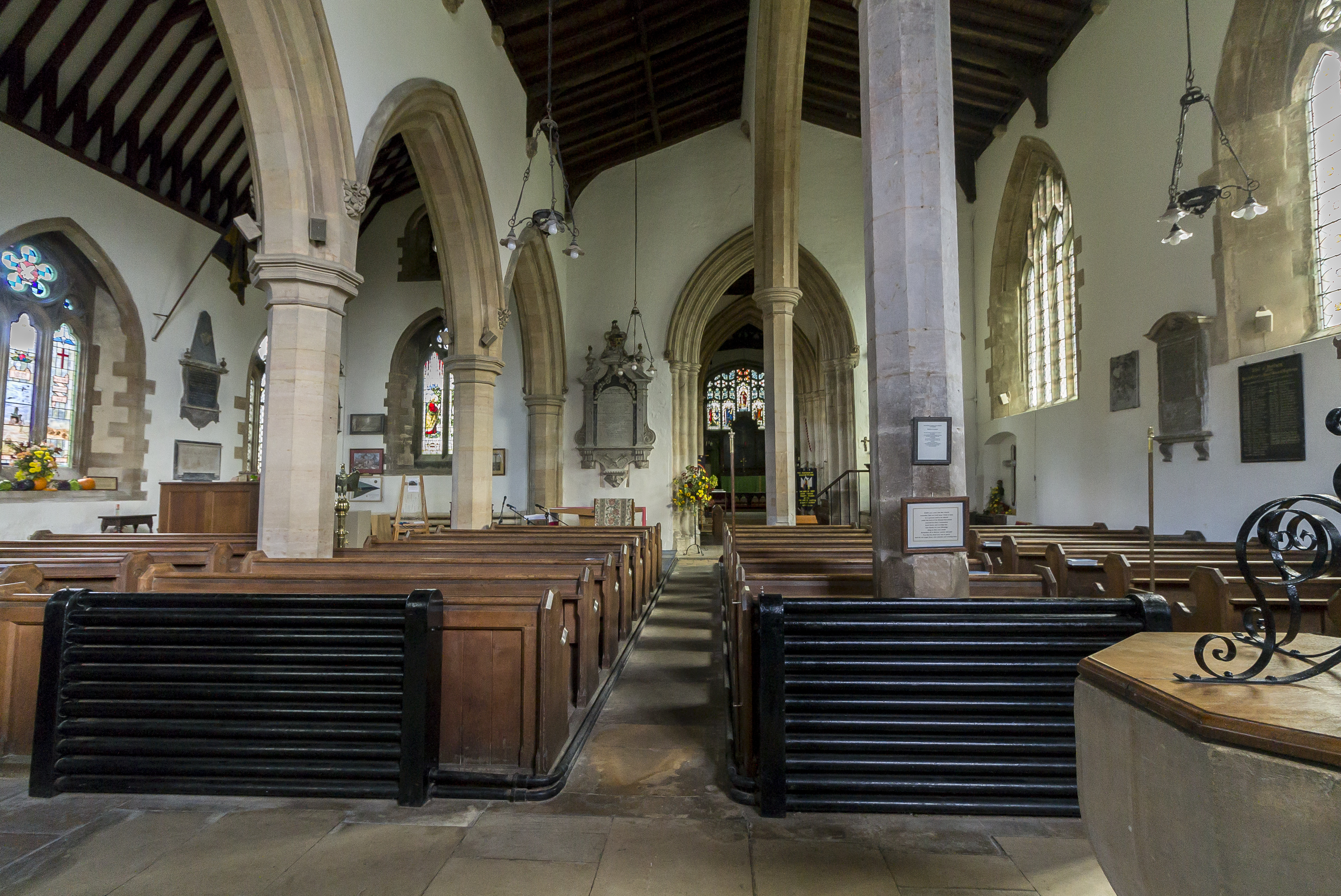
Arkaden zwischen Haupt- und Seitenschiff und in der Mitte des Hauptschiffs
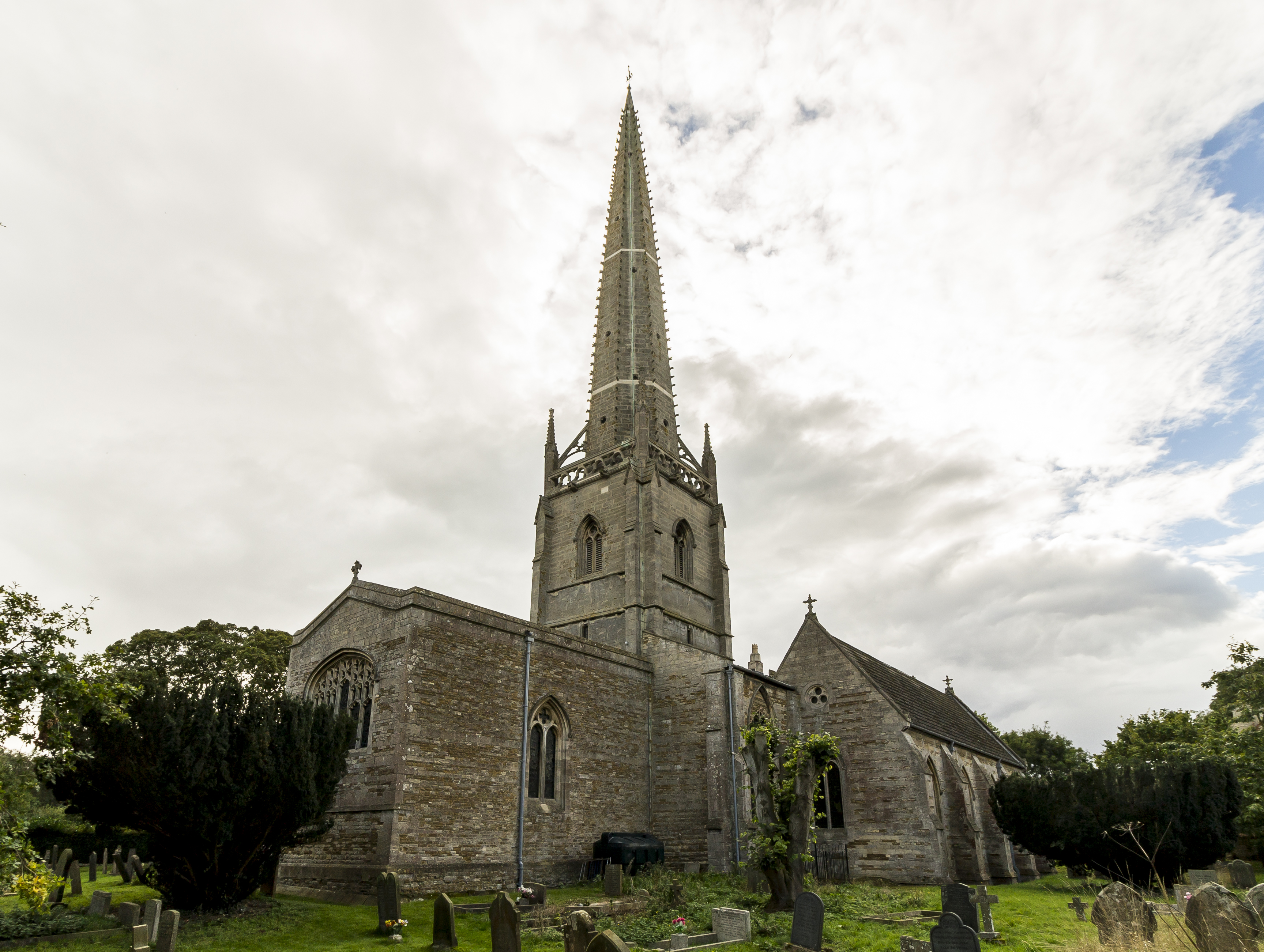
Zwischen Chor und Schiff ein Vierungsturm mit rudimentärem Querhaus

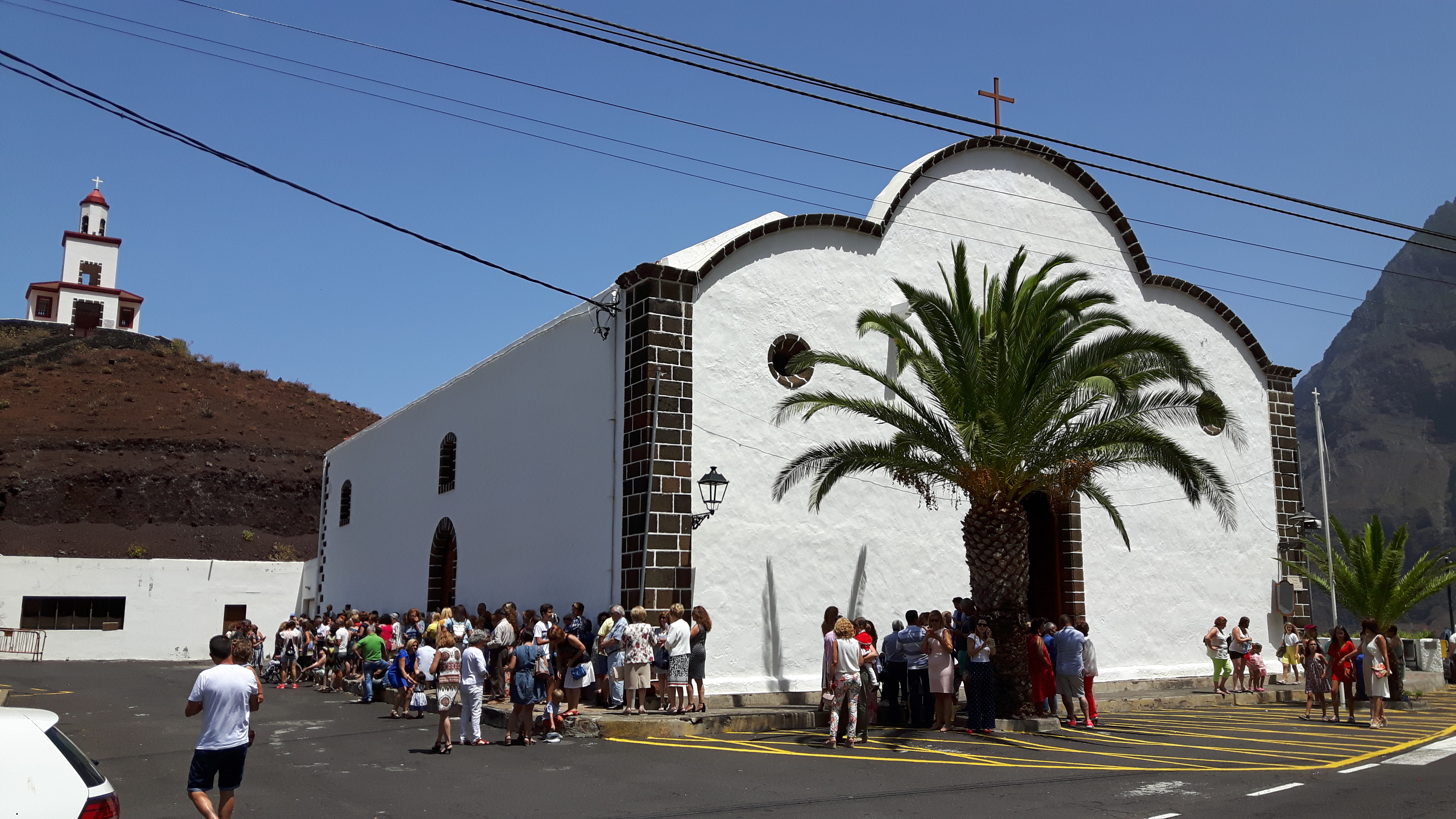
La Frontera (El Hierro)

### Spanien
Etwa so zahlreich wie in Deutschland sind die Hallenkirchen in Spanien, dort sind es über 700. Die ältesten wurden schon im 12. Jahrhundert als Hallenkirche errichtet, die meisten aber erst gegen Ende der Gotik, nicht selten mit Details der Gotik und der Renaissance. Am reichsten ist die Provinz Burgos mit Hallenkirchen bestückt; hier existieren über 100 solcher Bauten. In Katalonien und Aragonien wurden die meisten Hallenkirchen erst in der Barockzeit errichtet. Der Renaissance und dem Barock gehören die meisten Kirchen auf den Kanarischen Inseln an, darunter befinden sich mehr als 40 Hallenkirchen. Eine derartige Kirche steht auch in dem Dorf La Frontera auf der Insel El Hierro; diese ist – abgesehen von Island – die westlichste Pfarrkirche der Alten Welt.

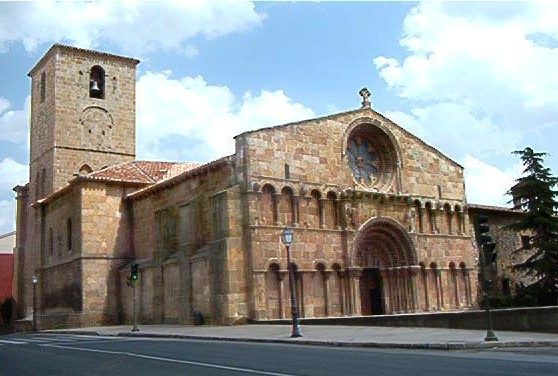
Kirche Santo Domingo, Soria, romanisch
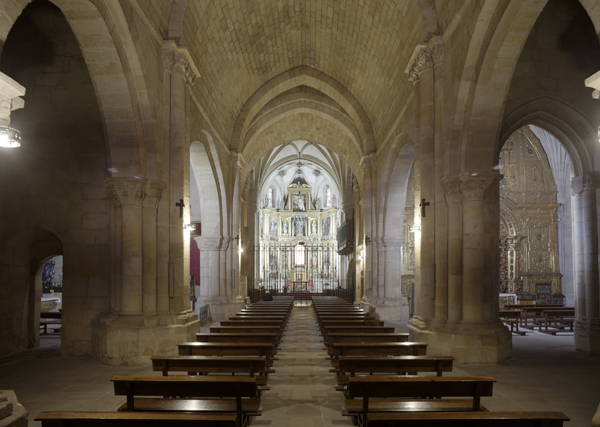
Kirche Santo Domingo, Soria, 1170–1200
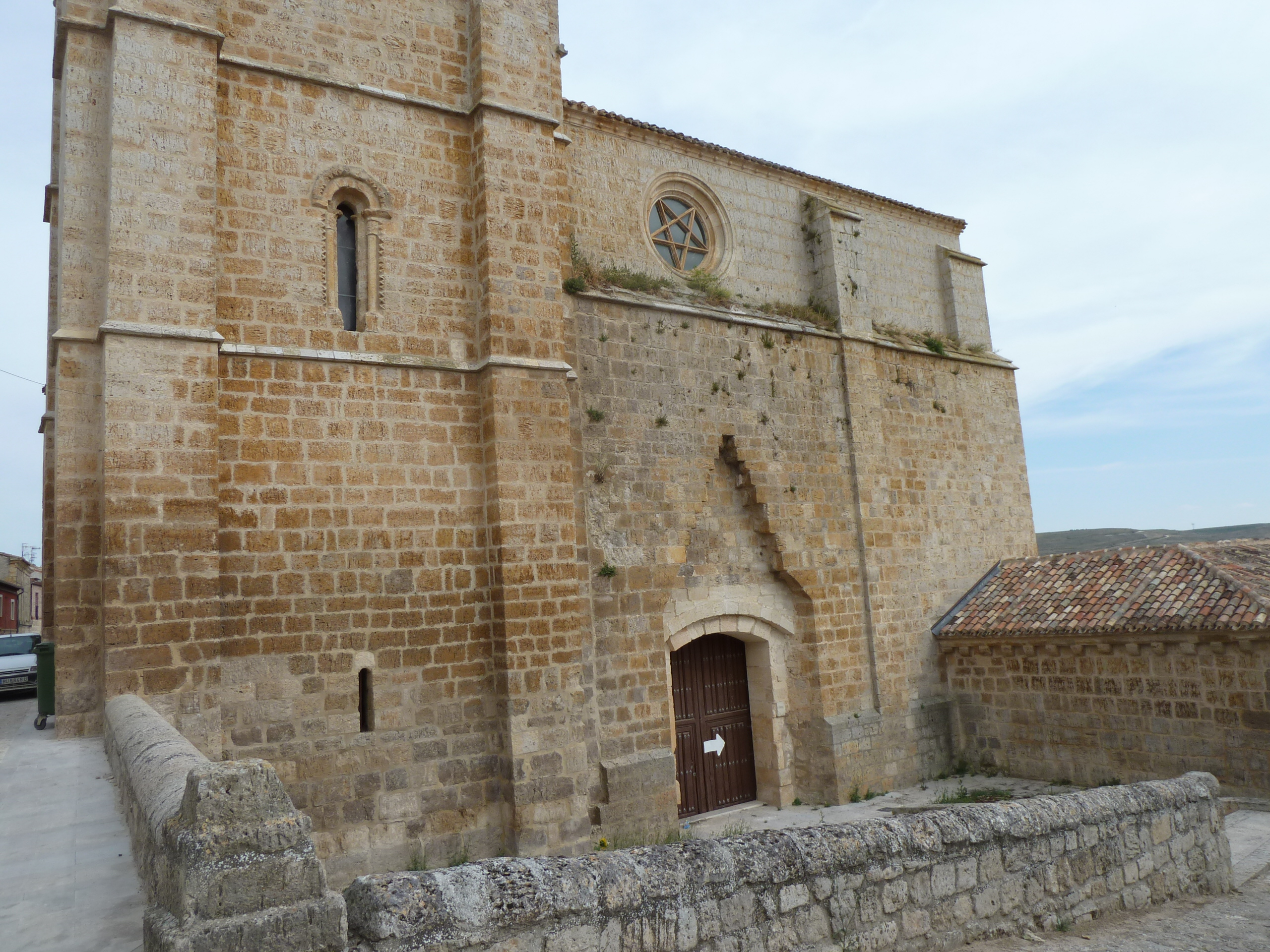
Kirche San Juan, Castrojeriz, 16. Jh. Prov. Burgos
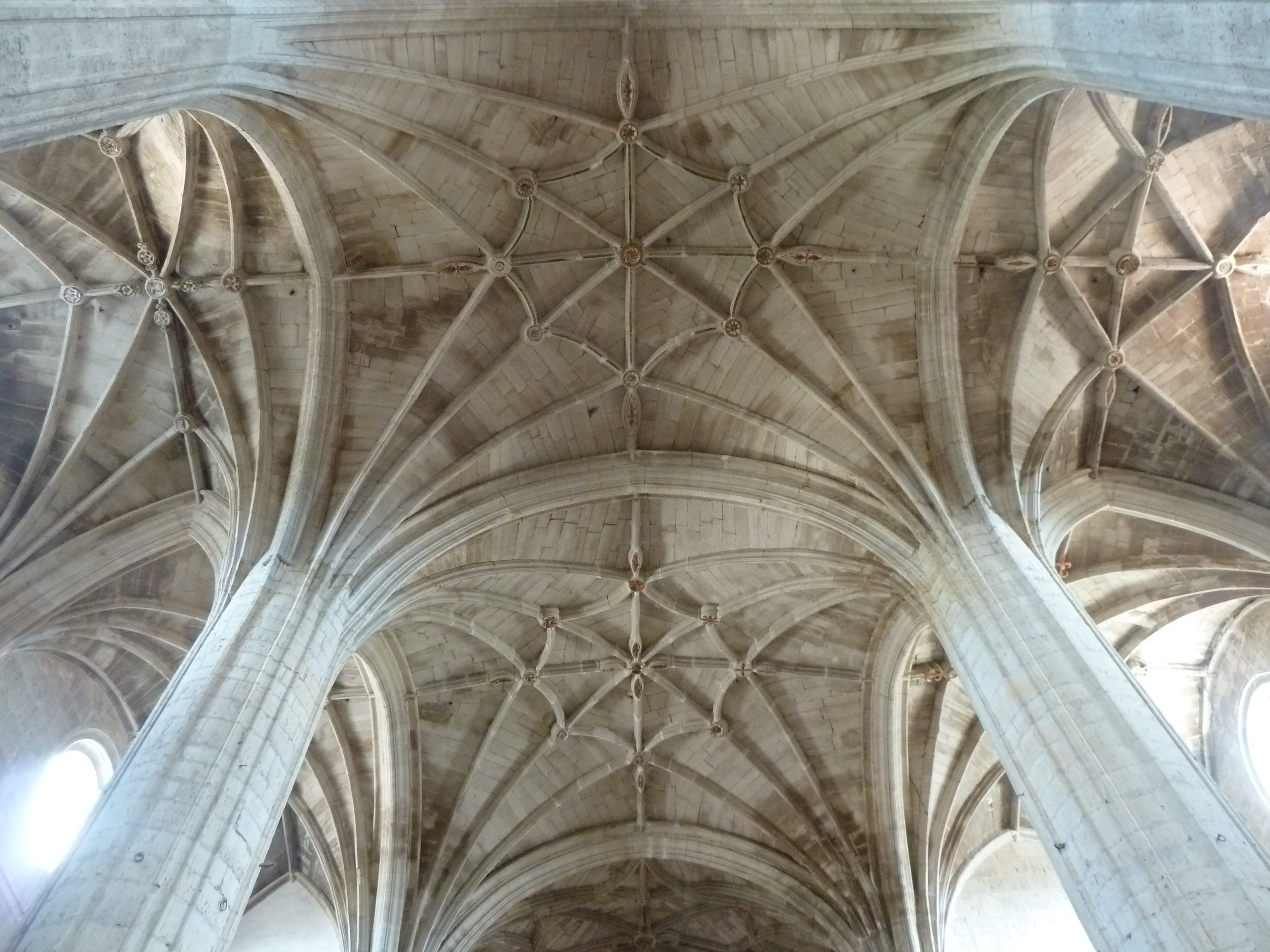
Kirche San Juan, Castrojeriz, Prov. Burgos

### Russland

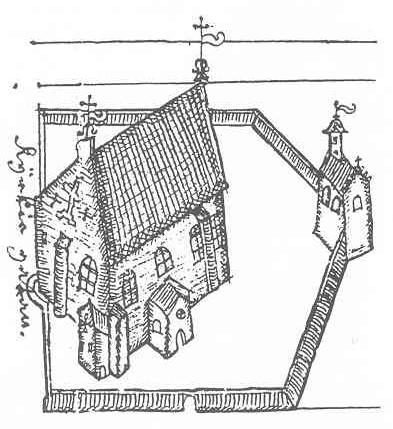
Wyborger Kathedrale im Stadtplan von 1642

In den Gebieten des heutigen Russlands, die einst zu den anderen Staaten gehörten, sind der wiederhergestellte Königsberger Dom und der Alte Dom von Wyborg (WM COMMONS) (15. Jh., mehrmals umgebaut, seit 1940 Ruine) erwähnenswert.
Die Hallenkirchen sind auch in Russland zu beobachten. Zu den frühen Beispielen gehört die Mariä-Entschlafens-Kathedrale in Wladimir aus dem 12. Jahrhundert mit einer Halle von drei mal drei Jochen westlich der Hauptkuppel.. In Sankt Petersburg wurde die Peter-und-Paul-Kathedrale (1712–1733) in der Peter-und-Paul-Festung auch als eine Hallenkirche gebaut. Die Kirchen dieser Art sind auch in den anderen russischen Städten auffindbar, so z. B. die Mariä-Entschlafens-Kathedrale in Smolensk (WM COMMONS) (1677–1740).

## Dächer
Die Dächer von Hallenkirchen wurden sehr unterschiedlich gestaltet, mit regionaltypischen Häufungen. In mehreren Gegenden Deutschlands und bei seinen östlichen Nachbarn erhebt sich über allen Schiffen ein einziges, sehr hohes Satteldach, Walmdach oder Zwischending zwischen beiden.
In manchen Gegenden ist eine Kombination aus einem Längsdach und Reihen von Querdächern verbreitet. Die Querdächer über den einzelnen Jochen der Seitenschiffe können nahezu waagerechte Traufen haben, oder sich als Gauben aus den Flanken des Mitteldachs erheben. Sie können in Zwerchgiebeln enden, wie bei Paderborner Dom und Herforder Münster, oder als Walmdächer ausgebildet sein, wie bei der Elisabethkirche in Marburg und dem Essener Münster. In und bei Bremen gibt es einige Kirchen, die über dem Hallenschiff Querdächer ohne verbindendes Längsdach haben.
In Flandern und den Niederlanden überwiegen parallele Längsdächer, die in Deutschland nur vereinzelt vorkommen, etwa auf der Marienkirche in Güstrow. Die meisten großen Kirchen Danzigs haben ebenfalls parallele Längsdächer. Die Danziger Marienkirche hat wegen ihres Querschiffs ein kompliziertes System aus einander kreuzenden Mitteldächern und parallelen Längsdächern.

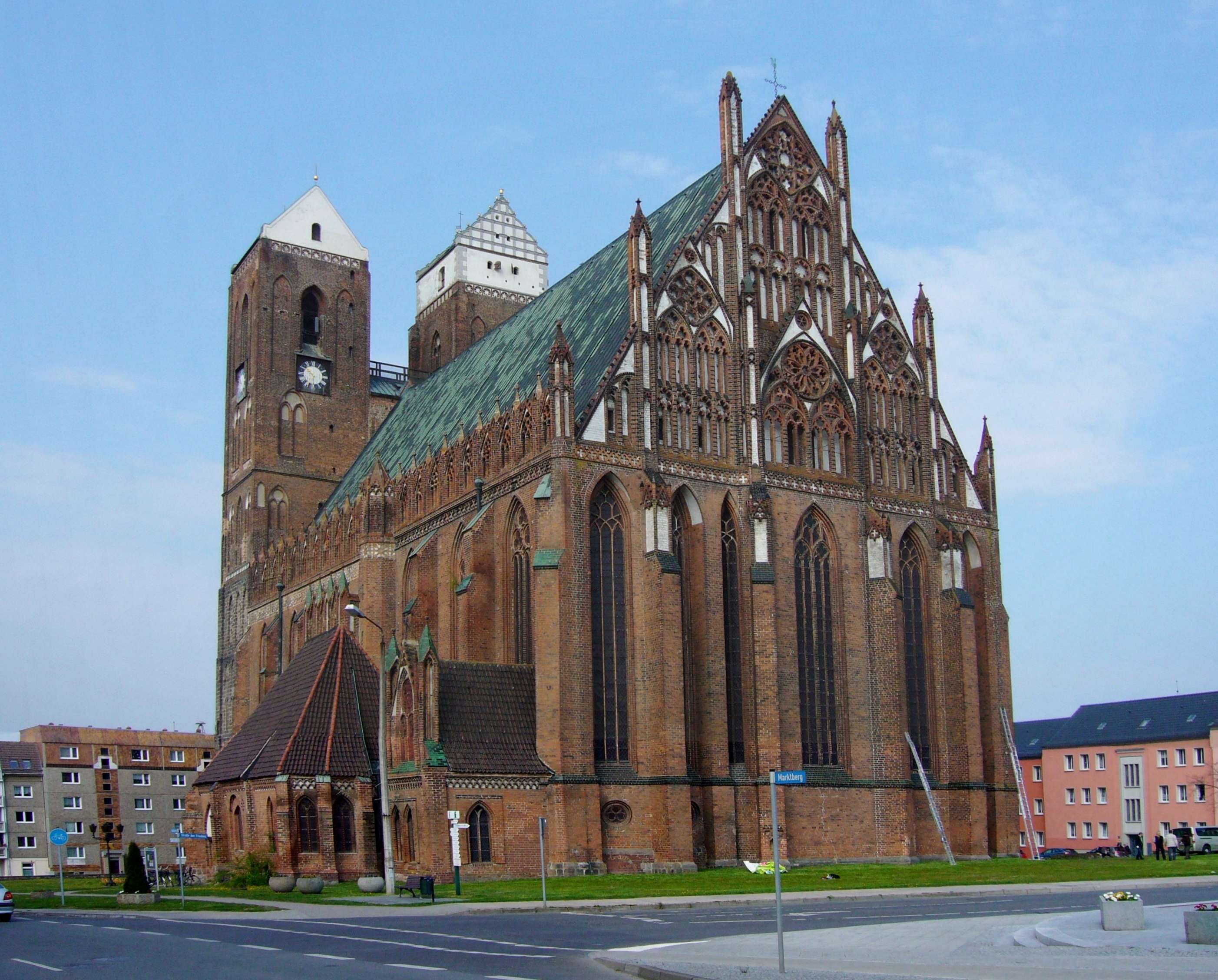
Satteldach der Marienkirche in Prenzlau, Uckermark
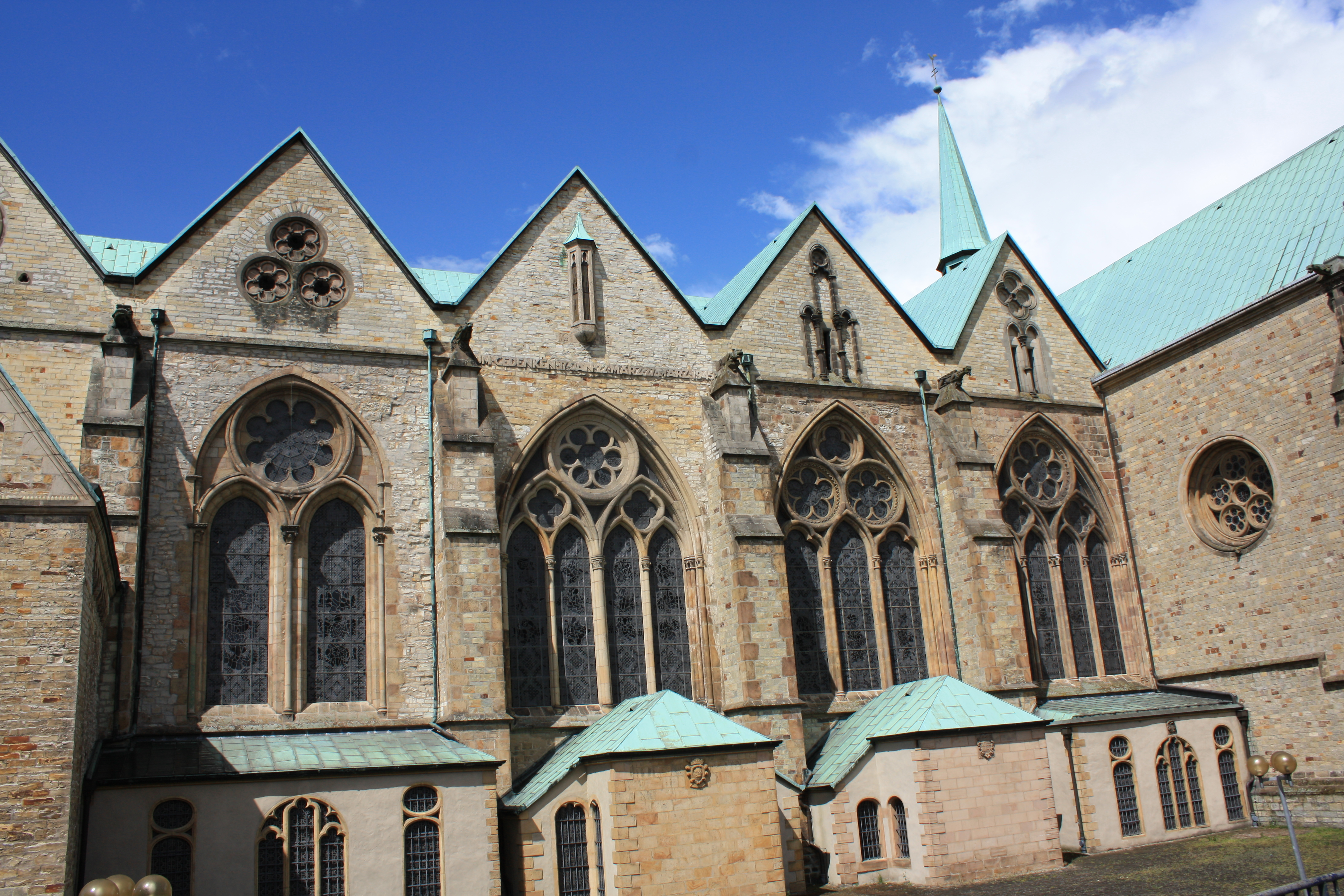
Querdächer und Längsdach, Paderborner Dom, gotische Halle ab 1231
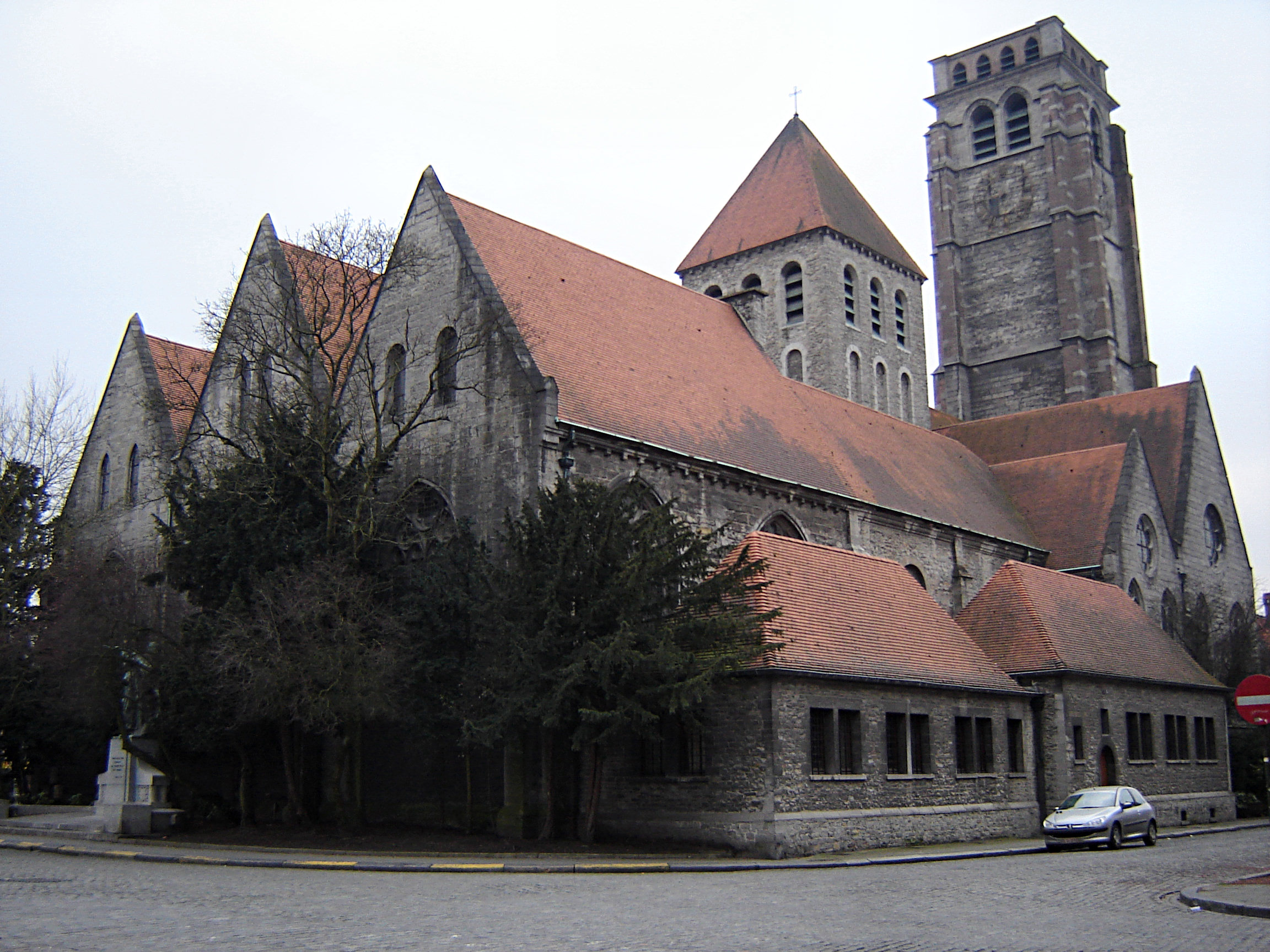
Längsdächer des frühgotischen Hallenchors (Anf. 13. Jh.) von St-Brice in Tournai
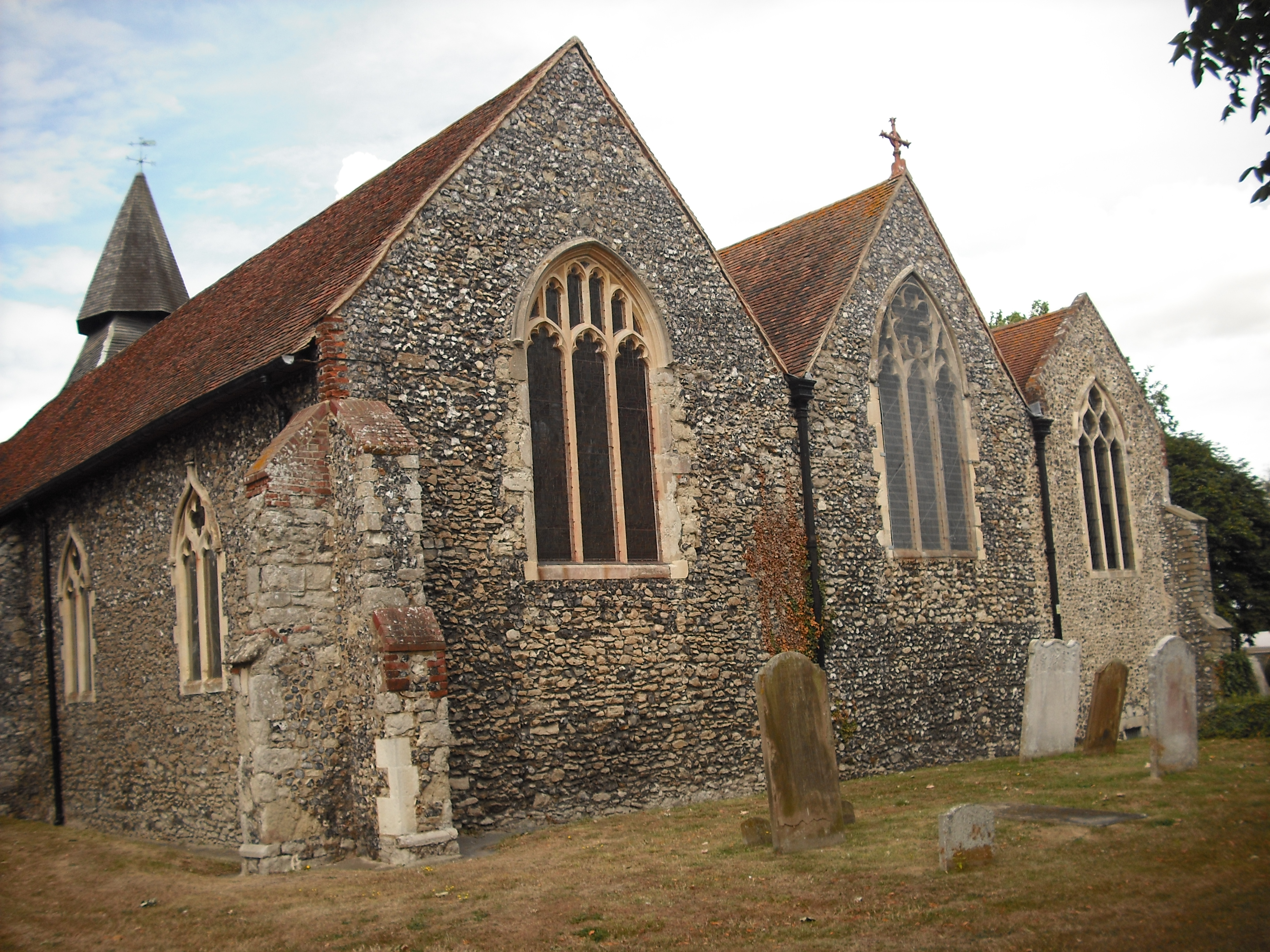
St Mary the Virgin's Church in Upchurch, typische Dorfkirche in Kent, England

## Listen der Hallenkirchen
- Liste der Hallenkirchen in Deutschland
- Liste der Hallenkirchen in Österreich
- Liste der Hallenkirchen in der Schweiz
- Liste der Hallenkirchen in Belgien
- Liste der Hallenkirchen in Estland
- Liste der Hallenkirchen in Frankreich
- Liste der Hallenkirchen in der Republik Irland
- Liste der Hallenkirchen in Italien
- Liste der Hallenkirchen in Lettland
- Liste der Hallenkirchen in Litauen
- Liste der Hallenkirchen in den Niederlanden
- Liste der Hallenkirchen in Polen
- Liste der Hallenkirchen in Portugal
- Liste der Hallenkirchen in Schweden
- Liste der Hallenkirchen in Slowenien
- Liste der Hallenkirchen in Spanien
- Liste der Hallenkirchen in Tschechien
- Liste der Hallenkirchen im Vereinigten Königreich
- Liste der Hallenkirchen – sonstige Staaten